# 2018
Rok 2018 (MMXVIII) gregoriánského kalendáře začal v pondělí 1. ledna a skončil v pondělí 31. prosince. V České republice měl 250 pracovních dnů a 13 státních a ostatních svátků, z toho 11 jich připadlo na mimovíkendové dny. Letní čas začal v neděli 25. března ve 2.00 hodin a skončil v neděli 28. října ve 3.00 hodin. Dle židovského kalendáře nastal přelom roků 5778 a 5779, dle islámského kalendáře 1439 a 1440.

## Události
Automatický abecedně řazený seznam viz Kategorie:Události roku 2018

### Česko
- 12.–13. ledna – V prvním kole prezidentských voleb uspěli Miloš Zeman (38,56 %) a Jiří Drahoš (26,6 %). Volby se účastnilo 61,92 % voličů.
- 26.–27. ledna – Druhé kolo volby prezidenta České republiky 2018 vyhrál Miloš Zeman (51,36 %)
- 5. března – Tisíce lidí demonstrovaly proti zvolení komunistického poslance Zdeňka Ondráčka do čela komise pro kontrolu Generální inspekce bezpečnostních sborů. Protesty směřovaly také proti stávajícímu premiérovi v demisi Andreji Babišovi.
- 8. března – Prezident republiky Miloš Zeman byl inaugurován do funkce prezidenta na druhé funkční období.
- 15. března – Na tři stovky vysokých a středních škol a dalších institucí se zapojily do studentské stávky Vyjdi ven na obranu ústavních hodnot.
- 22. března – Šest mrtvých a dva zraněné si vyžádal výbuch v areálu chemičky Synthos patřící společnosti Unipetrol v Kralupech nad Vltavou.[1]
- 29. března – Česká televize zahájila digitální televizní vysílání ve standardu DVB-T2.
- 23. dubna – Ostatky kardinála Josefa Berana byly uloženy v sarkofágu v kapli sv. Anežky v katedrále sv. Víta.
- 27. června – Miloš Zeman jmenoval druhou vládu Andreje Babiše.
- 1. července – Úřady začnou povinně a zdarma vydávat elektronické občanské průkazy splňující podmínky nařízení eIDAS.[2][3]
- 1.–7. července – V Praze se konal 16. všesokolský slet připomínající 100. výročí vzniku Československa.
- 31. srpna – Třinec byl povýšen na statutární město.
- 8.–9. září – Kontinentální pohár v atletice v Ostravě
- 5. a 6. října – 1. kolo voleb do Senátu Parlamentu České republiky 2018, Volby do zastupitelstev obcí v Česku 2018.
- 12. a 13. října – 2. kolo voleb do Senátu Parlamentu České republiky 2018
- 27. října – U příležitosti 100. výročí vzniku Československa byla po rekonstrukci otevřena historická budova Národního muzea.
- 28. října – oslavy 100 let od vzniku Československa
- 28. listopadu – Na seznam děl ústního a nehmotného dědictví lidstva UNESCO byl zapsán modrotisk, o jehož zápis žádala Česká republika se čtyřmi dalšími státy.
- 20. prosince – Výbuch metanu v Dole ČSM ve Stonavě na Karvinsku si vyžádal 13 mrtvých a tři vážně zraněné horníky. Báňská záchranná služba důl ČSM uzavřela a zahájila likvidaci následného požáru.

### Svět
- 1. ledna

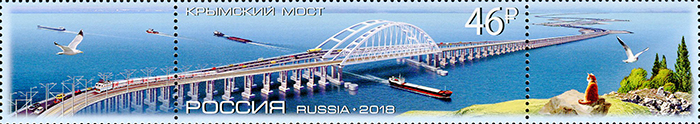
Krymský most

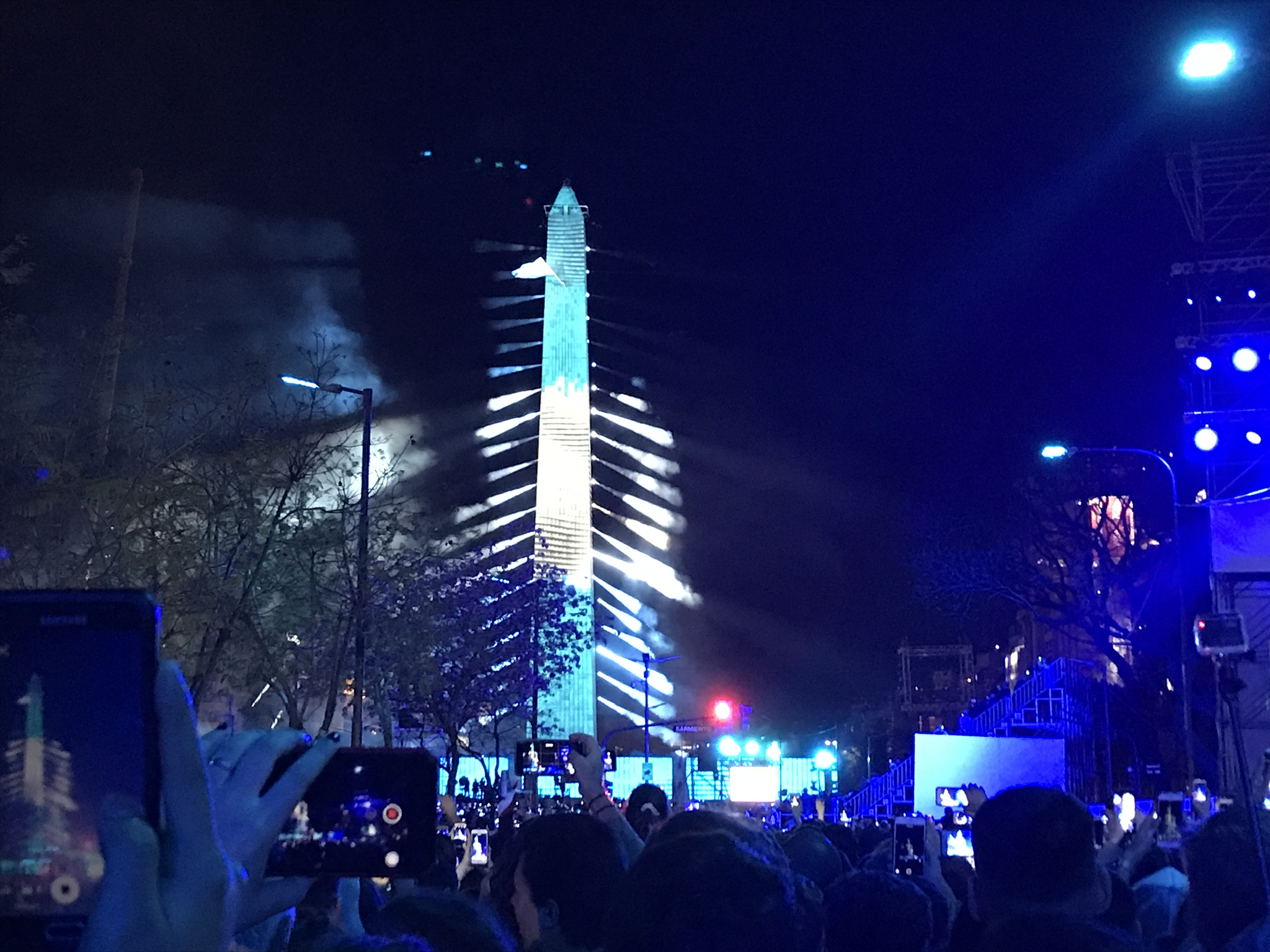
Letní olympijské hry mládeže 2018

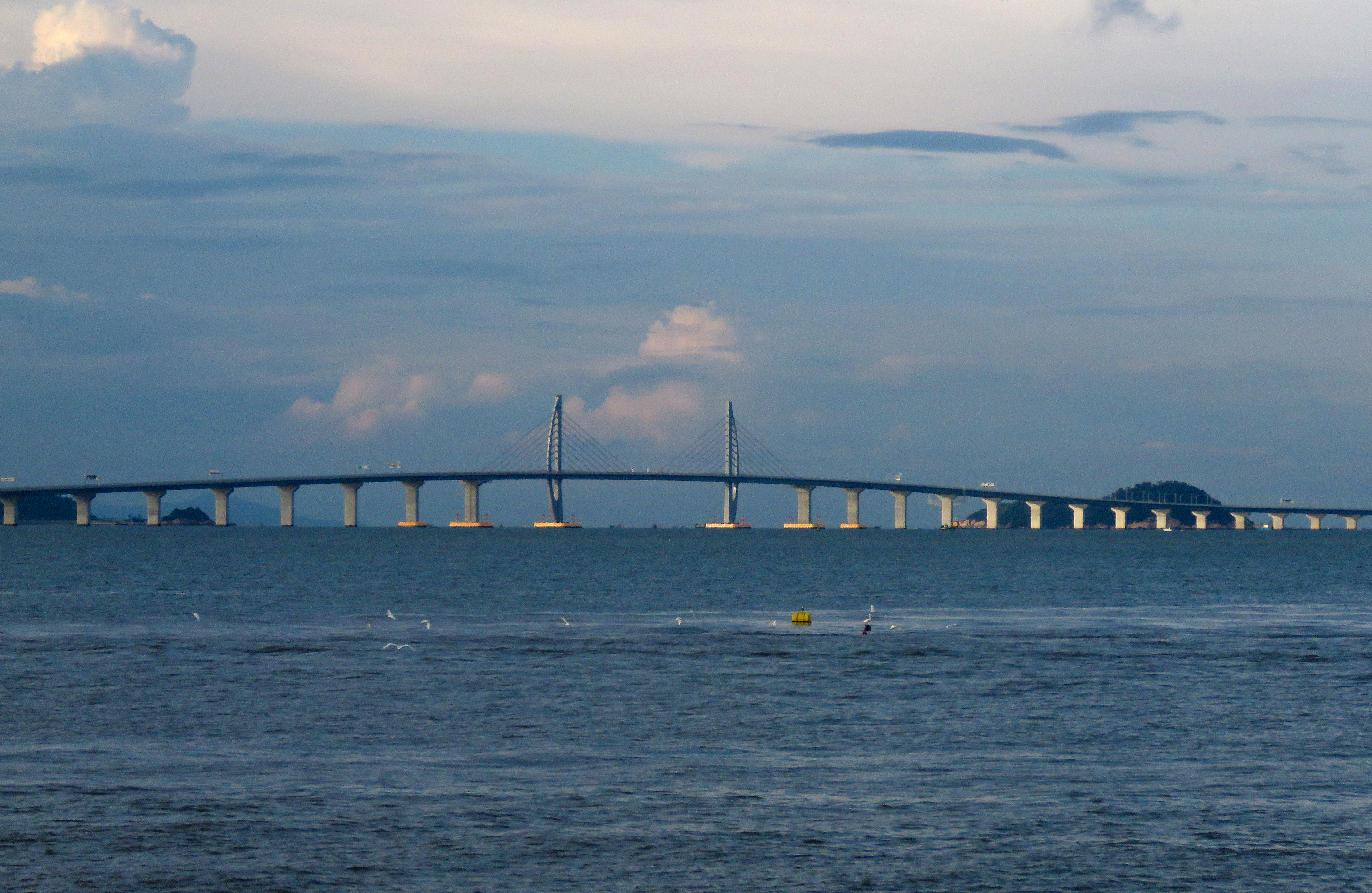
Most Hongkong–Ču-chaj–Macao

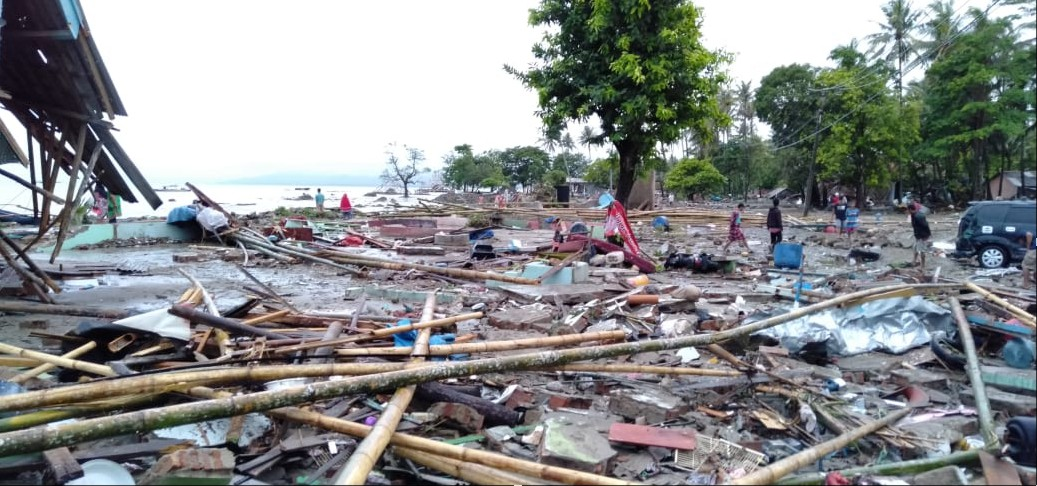
Škody po tsunami v Indonésii (22. prosince).

  - Bulharsko převzalo Předsednictví EU
  - Evropskými hlavními městy kultury v roce 2018 jsou nizozemský Leeuwarden a maltská Valletta.
- 28. ledna – Ve finských prezidentských volbách obhájil svůj mandát Sauli Niinistö.
- 6. února – Z amerického mysu Canaveral odstartovala v současnosti nejsilnější raketa Falcon Heavy společnosti SpaceX a vynesla na oběžnou dráhu kolem Slunce elektrický kabriolet Elona Muska.
- 9.–25. února – XXIII. zimní olympijské hry v jihokorejském Pchjongčchangu.
- 11. února – Všeobecné volby v Monaku 2018: Strana Priorité Monaco, vedená Stéphanem Valerim, získala 21 z 24 křesel v Národní radě.[4][5]
- 14. února
  - Jihoafrický prezident Jacob Zuma rezignoval na svůj post.
  - Na střední škole ve floridském Parklandu zastřelil devatenáctiletý pachatel 17 lidí a dalších 17 zranil.
- 21. února – Vražda Jána Kuciaka a Martiny Kušnírové
- 24. února – Ester Ledecká se stala dvojnásobnou olympijskou vítězkou.
- 28. února – Vražda Jána Kuciaka a Martiny Kušnírové: Slovenský ministr kultury Marek Maďarič rezignoval na svou funkci
- 2. března – Vražda Jána Kuciaka a Martiny Kušnírové: Tisíce lidí v několika městech na Slovensku a v Evropě se vydaly na pietní pochod na památku zavražděného novináře Jána Kuciaka a jeho snoubenky Martiny Kušnírové. V Bratislavě se ho účastnil i prezident Andrej Kiska.
- 4. března – Otrava Sergeje a Julije Skripalových.
- 15. března – Vražda Jána Kuciaka a Martiny Kušnírové: pád třetí vlády Roberta Fica
- 18. března
  - Vladimir Putin byl v prvním kole voleb zvolen ruským prezidentem na dalších 6 let.
  - V USA byl poprvé usmrcen člověk autonomním vozidlem.[6]
- 20. března – Uhynul poslední samec nosorožce tuponosého Súdán
- 21. března – Zástupci 44 zemí Africké unie podepsali ve rwandské Kigali dohodu o zóně volného obchodu (CFTA).
- 22. března – Na Slovensku byla jmenována vláda Petera Pellegriniho.
- 23. března – Sympatizant Islámského státu zabil čtyři lidi a 15 dalších zranil ve městech Carcassonne a Trèbes v jižní Francii.
- 25. března – Nejméně 64 mrtvých si vyžádal požár nákupního centra v sibiřském městě Kemerovo.
- 26. března – Otrava Sergeje a Julije Skripalových: Spojené státy, Kanada, Ukrajina, Albánie a 14 zemí Evropské unie, včetně Česka, vyhostilo ruské diplomaty v reakci na použití nervového plynu ve Spojeném království.
- 29. března – Novým myanmarským prezidentem byl zvolen Win Myin.
- 8. dubna – Parlamentní volby v Maďarsku
- 11. dubna – Při havárii vojenského letadla Iljušin Il-76 těsně po startu u alžírského města Búfarík zahynulo 257 lidí. Na palubě bylo i 26 členů Fronty Polisario, kteří cestovali do Tindúfu.
- 14. dubna – USA, Spojené království a Francie provedli letecký útok na Sýrii.
- 15. dubna – Novým černohorským prezidentem byl v prvním kole voleb zvolen Milo Đukanović.
- 19. dubna
  - Novým kubánským prezidentem byl zvolen Miguel Díaz-Canel.
  - Z floridského mysu Caneveral vypustila společnost SpaceX raketu Falcon 9, která vynesla na oběžnou dráhu teleskop TESS. Ten navazuje na práci starší sondy Kepler ve výzkumu exoplanet.
- 4.–20. května – 82. Mistrovství světa v ledním hokeji v Kodani a Herningu
- 10. května – Mahathir Mohamad se stal premiérem Malajsie.
- 12. května – Vítězem Eurovision Song Contest 2018 v Lisabonu se stala izraelská zpěvačka Netta Barzilai s písní „Toy“.
- 15. května – Krymský most byl otevřen pro osobní silniční dopravu.
- 18. května – V kubánské Havaně se zřítil Boeing 737, v němž cestovalo 113 lidí. Nehoda národní společnosti Cubana de Aviación si vyžádala asi 100 mrtvých.
- 19. května – Svatba Prince Harryho s Meghan Markle.
- 25. května – V Evropské unii vstoupilo v platnost Obecné nařízení o ochraně osobních údajů.
- 3. června – Při erupci stratovulkánu Fuego v Guatemale zemřelo nejméně 109 osob.
- 12. června – Summit Severní Koreje a USA v Singapuru
- 14. června – 15. července – V Rusku se koná 21. Mistrovství světa ve fotbale.
- 18. června – Konzervativní kandidát Iván Duque byl zvolen novým kolumbijským prezidentem.
- 19. června – Kanadský parlament schválil zákon umožňující legální užívání marihuany. Kanada se tak stala první zemí skupiny G7, která plně legalizovala rekreační užívání této drogy.
- 23. června
  - Nejméně jeden člověk byl zabit a 154 dalších bylo zraněno při výbuchu granátu během shromáždění a projevu premiéra Abiye Ahmeda v etiopském hlavním městě Addis Abebě
  - Zimbabwský prezident Emmerson Mnangagwa přežil pokus o atentát během volebního mítinku ve městě Bulawayo. Výbuch zranil také oba zimbabwské viceprezidenty.
  - Hluboko v thajské jeskyni Tcham Luang Nang Non se ztratilo 13 chlapců, když ustupovali do jeskyně před stoupající vodou.
- 24. června
  - V Saúdské Arábii mohou ženy řídit auta.
  - Stávající turecký prezident Recep Tayyip Erdoğan zvítězil v prezidentských volbách.
- 1. července – Rakousko převzalo Předsednictví EU
- 2. července
  - Hluboko v přívalovým deštěm zaplavené thajské jeskyni Tcham Luang Nang Non bylo objeveno všech 13 chlapců pohřešovaných deset dní.
  - Novým mexickým prezidentem byl většinou 53% hlasů zvolen Andrés Manuel López Obrador.
- 5. července – Litva vstoupila do OECD (Organizace pro hospodářskou spolupráci a rozvoj).
- 9. července – Etiopie a Eritrea uzavřely mírovou dohodu ukončující dvacetiletý pohraniční konflikt.
- 16. července – Ve finských Helsinkách se na první vzájemné schůzce setkali prezidenti Spojených státu a Ruska Donald Trump a Vladimir Putin.
- 24. července – Řečtí hasiči již druhý den bojovali s rozsáhlými požáry nedaleko města Rafina v kraji Attika. Bylo hlášeno nejméně 60 obětí na lidských životech a více než 150 zraněných osob. V okolí Atén bylo evakuováno z domovů stovky lidí.
- 27. července – Nejdelší pozorovatelné zatmění Měsíce v 21. století – trvání 1 hodinu, 43 minut, 34 sekund
- 5. srpna – Při sérii otřesů na ostrově Lombok bylo zabito nejméně 300 lidí a další stovky zraněny.
- 12. srpna
  - Raketa Delta IV Heavy vynesla z floridského mysu Canaveral sluneční sondu Parker Solar Probe, která by se měla dostat do vzdálenosti pouhých 8,5 poloměrů Slunce a získat další znalosti o sluneční koróně a mechanismu slunečního větru.
  - Představitelé Ruska, Kazachstánu, Turkmenistánu, Ázerbájdžánu a Íránu podepsali dohodu o využívání Kaspického moře.
- 14. srpna – Nejméně 35 lidí zemřelo při zřícení dálničního mostu na dálnici dálnici A10 v italském Janově.
- 23. srpna – Ekvádor vystoupil z organizace ALBA (Bolívarovský svaz pro lid naší Ameriky).
- 28. srpna – Vědci v CERNu detekovali rozpad Higgsova bosonu na spodní kvarky, což podporuje standardní model fyziky částic.
- 31. srpna – Výbuch v kavárně v centru Doněcka zabil Alexandra Zacharčenka, vůdce Doněcké lidové republiky.
- 2. září – Požár Brazilského Národního muzea v Riu de Janeiru zničil kolem dvaceti milionů předmětů včetně archeologických nálezů a historických památek. Muzeum bylo založeno v roce 1818 a je nejstarší vědeckou institucí v zemi.
- 9. září – První zařízení organizace The Ocean Cleanup („úklid oceánu“), které by mělo sbírat plastový odpad v Tichém oceánu, vyplulo ze San Francisca. Systém nyní putuje k takzvané velké pacifické skládce mezi Kalifornií a Havajskými ostrovy, kde podle odhadů vědců pluje na 1,8 bilionu kusů plastu.
- 10. září – Stanice newyorského metra Cortlandt Street byla po sedmnácti let od útocích z 11. září 2001 znovu otevřena.
- 14. září
  - Severovýchodní pobřeží Filipín zasáhl tajfun Mangkhut, jehož sílu lze srovnat s pátou, nejvyšší kategorii hurikánů.
  - K pobřeží Severní Karolíny dorazil hurikán Florence.
- 28. září – Nejméně 380 lidí zemřelo kvůli zemětřesení o síle 7,5 stupně, které zasáhlo jižní část poloostrova Minahasa na ostrově Sulawesi. Zhruba pětimetrová vlna tsunami následně zasáhla město Palu a další obce v provincii Střední Sulawesi.
- 2. října – Saúdskoarabský žurnalista Džamál Chášukdží byl zavražděn na saúdském generálním konzulátě v Istanbulu.
- 6.–18. října – Letní olympijské hry mládeže 2018 v argentinském Buenos Aires
- 10. října – Hurikán Michael zasáhl severozápadní pobřeží Floridy. Z oblasti bylo preventivně evakuováno půl milionu obyvatel.
- 14. října – Papež František svatořečil papeže Pavla VI., Óscara Romera a dalších pět lidí.
- 17. října
  - Kanada zcela legalizovala veškeré užívání marihuany.
  - Při masové střelbě na polytechnické škole v Kerči zemřelo 20 osob.
- 20. října – Raketa Ariane 5 vynesla evropsko-japonskou meziplanetární sondu BepiColombo na cestu k Merkuru.
- 23. října – Čínský prezident Si Ťin-pching otevřel 55 kilometrů dlouhý most Most Hongkong–Ču-chaj–Macao spojující ostrovy Hongkong a Macao v deltě Perlové řeky s městem Ču-chaj v pevninské Číně.
- 25. října – Sahle-Work Zewdeová byla jako první žena zvolena prezidentkou Etiopie.
- 29. října
  - Letadlo indonéského dopravce Lion Air se 13 minut po startu zřítilo do Jávského moře. Nikdo ze 189 lidí na palubě nehodu nepřežil.
  - Prezidentem Brazílie byl zvolen pravicový kandidát Jair Bolsonaro.
- 31. října
  - V indickém státě Gudžarát odhalili nejvyšší sochu na světě. Představuje Vallabhbháího Patéla, který byl v roce 1947 indickým vicepremiérem a stal se tak hlavní postavou při vzniku samostatného indického státu. Socha má výšku 182 metrů a váží přibližně 67 000 tun.
  - NASA ukončila misi dalekohledu Kepler, který objevil 2 600 potvrzených exoplanet.
- 4. listopadu – V referendu o nezávislosti Nové Kaledonie se většina hlasujících vyslovila pro setrvání ve svazku s Francií.
- 11. listopadu – Na Slovensku se konaly komunální volby.
- 15. listopadu – Nejméně 70 lidí zemřelo při lesním požáru v Butte County v severní Kalifornii.
- 16. listopadu – Generální konference pro míry a váhy na svém 26. zasedání ve Versailles schválila změnu definic základních jednotek soustavy SI, která vstoupí v platnost 20. května 2019.
- 25. listopadu – Rusko zastavilo tři lodě Ukrajinského námořnictva poté, co nákladní lodí zatarasilo prostor pod Krymským mostem. Ukrajinské lodě byly po ostré střelbě zabaveny a nejméně tři ukrajinští námořníci byli zraněni.
- 26. listopadu
  - Ukrajinská krize: Ukrajinský parlament v reakci na incident v Kerčském průlivu schválil vyhlášení třicetidenního válečného stavu od 28. listopadu 2018.
  - Americká sonda InSight určená k průzkumu geologie Marsu úspěšně přistála na povrchu planety.
- 30. listopadu – 1. prosince – Summit skupiny G20 v Buenos Aires
- 7. prosince – Čína vyslala z kosmodromu Si-čchang lunární sondu Čchang-e 4, která má za cíl zkoumat odvrácenou stranu Měsíce.
- 11. prosince – Nejméně tři lidé byli zabiti při teroristickém útoku poblíž katedrály Notre-Dame ve Štrasburku.
- 22. prosince – Tsunami v Sundském průlivu zabila přes 400 lidí a zničila stovky budov. Tsunami způsobil sesuv sopečného kuželu Anak Krakatau.

## Narození

### Svět
- 9. března – Adrienne, vévodkyně z Blekingu, švédská princezna
- 18. března – Lena Elizabeth Tindall, britská šlechtična
- 19. dubna – Maxmilián Casiraghi, monacký princ
- 23. dubna – Princ Louis z Walesu, člen britské královské rodiny

## Úmrtí

### Česko

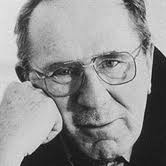
Ota Filip († 2. března)

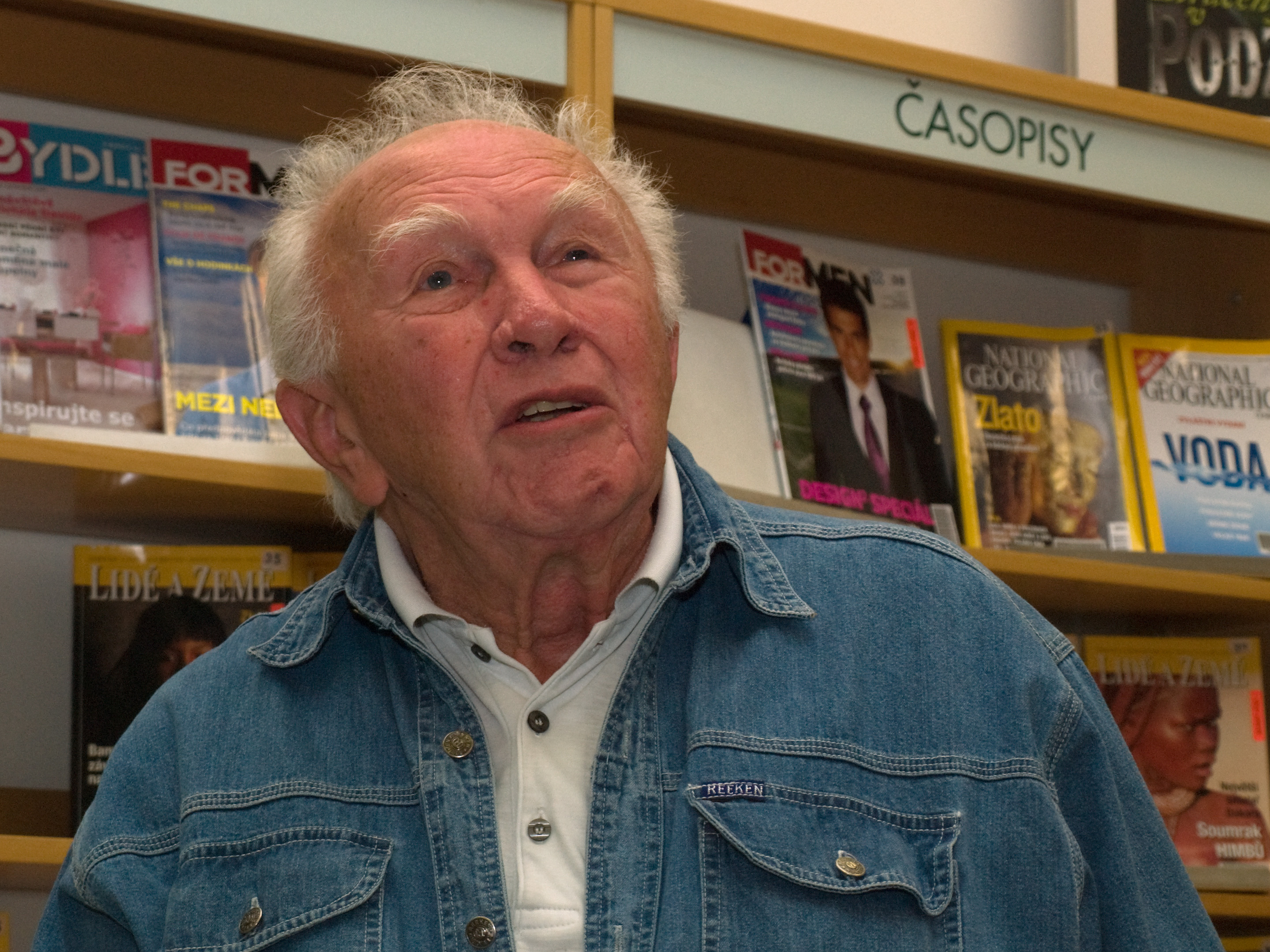
Zdeněk Mahler († 17. března)

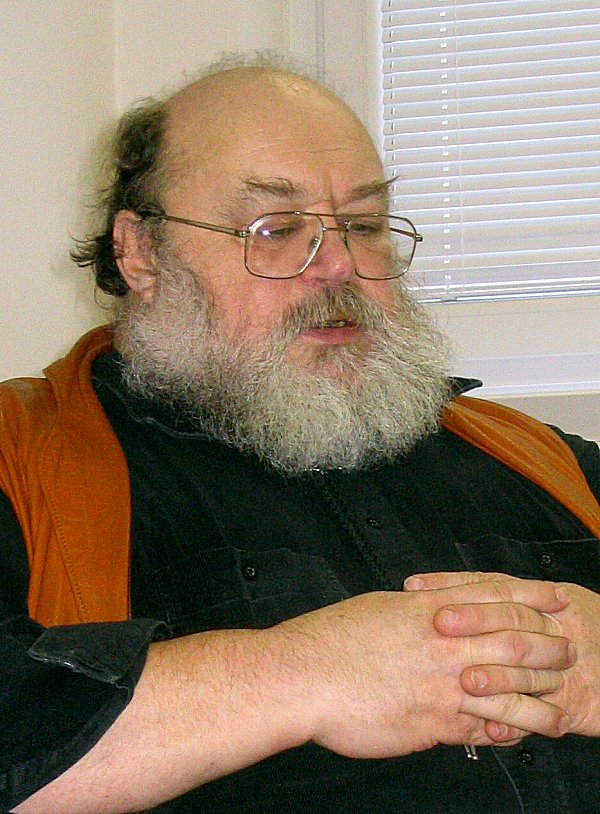
Jan Kantůrek († 21. března)

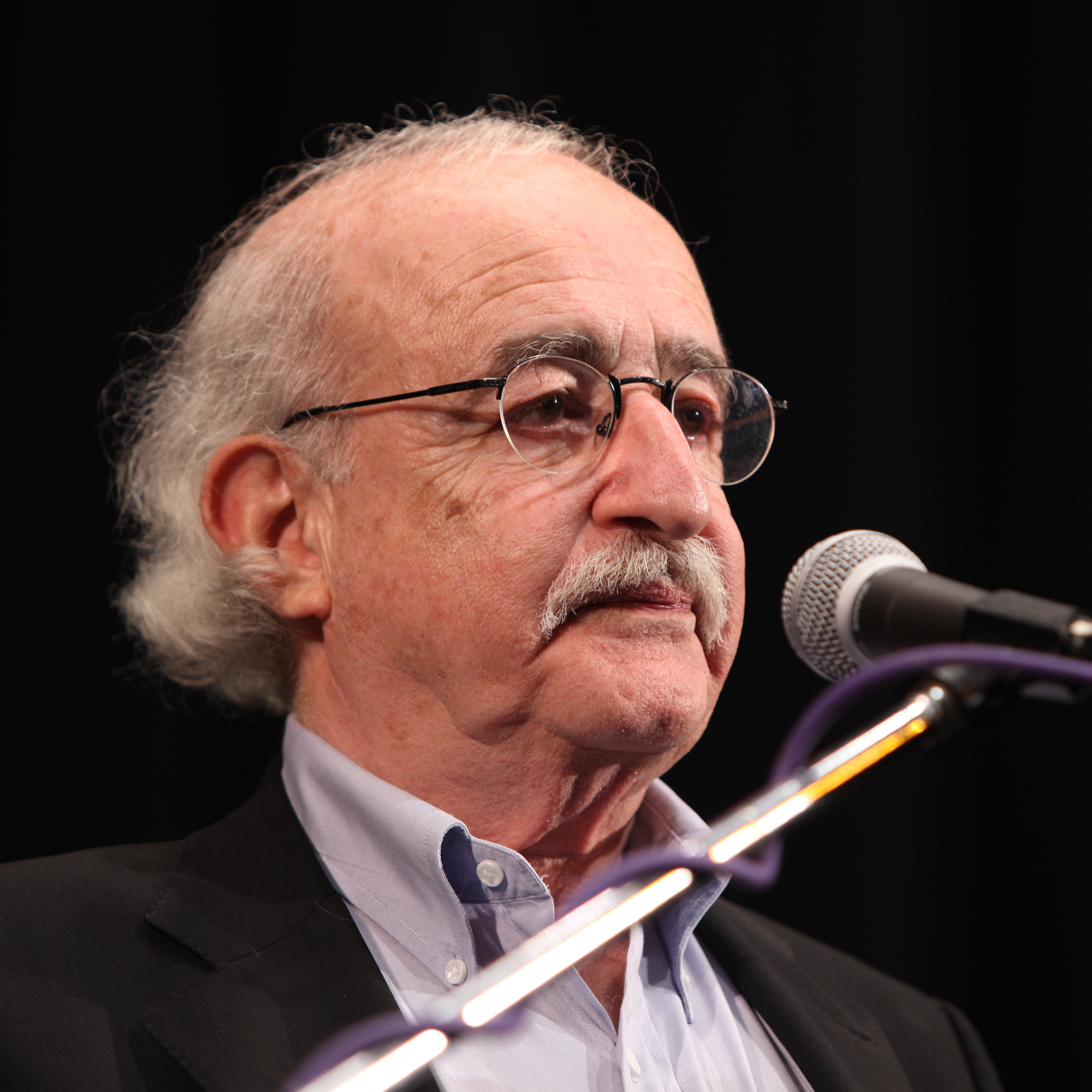
Juraj Herz († 8. dubna)

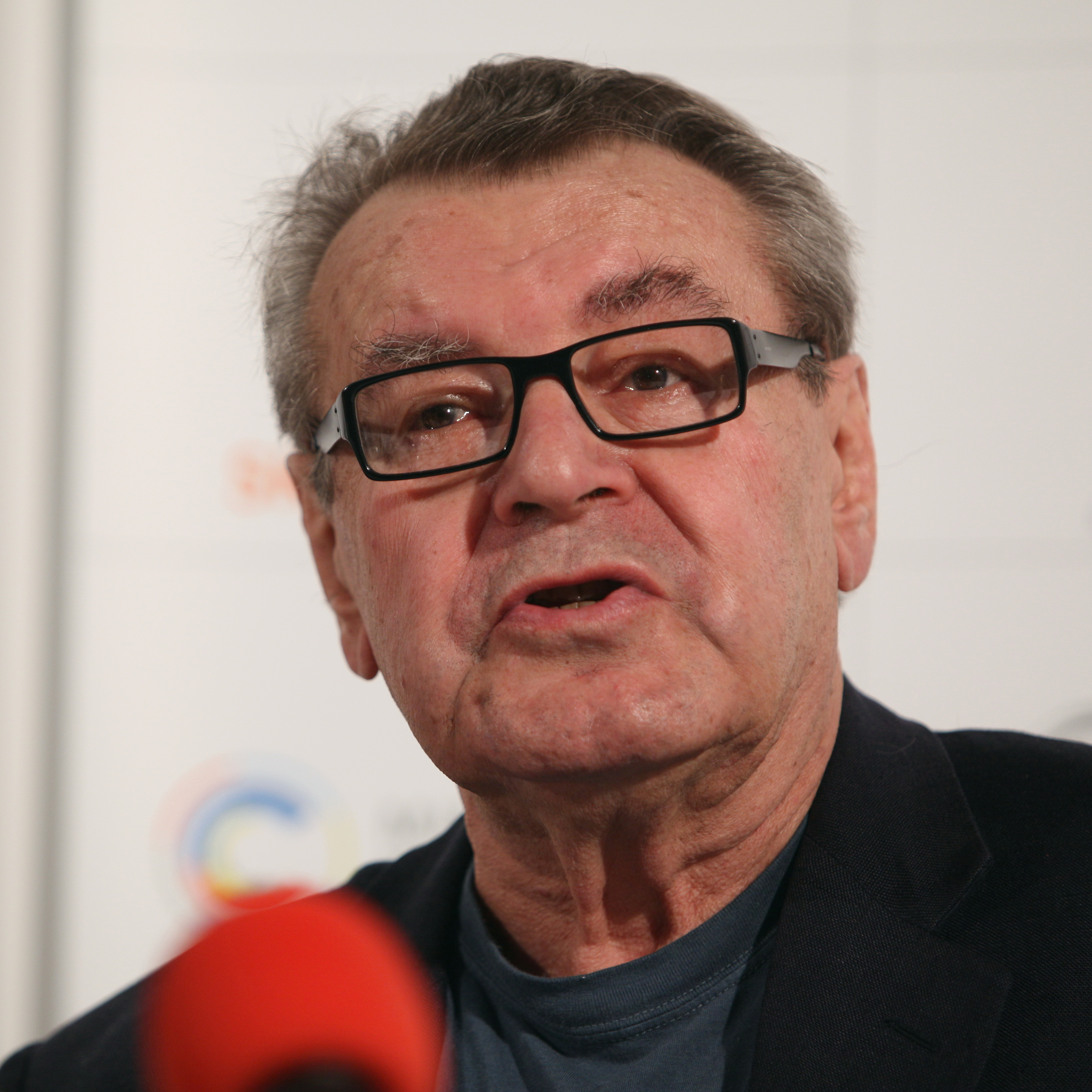
Miloš Forman († 13. dubna)

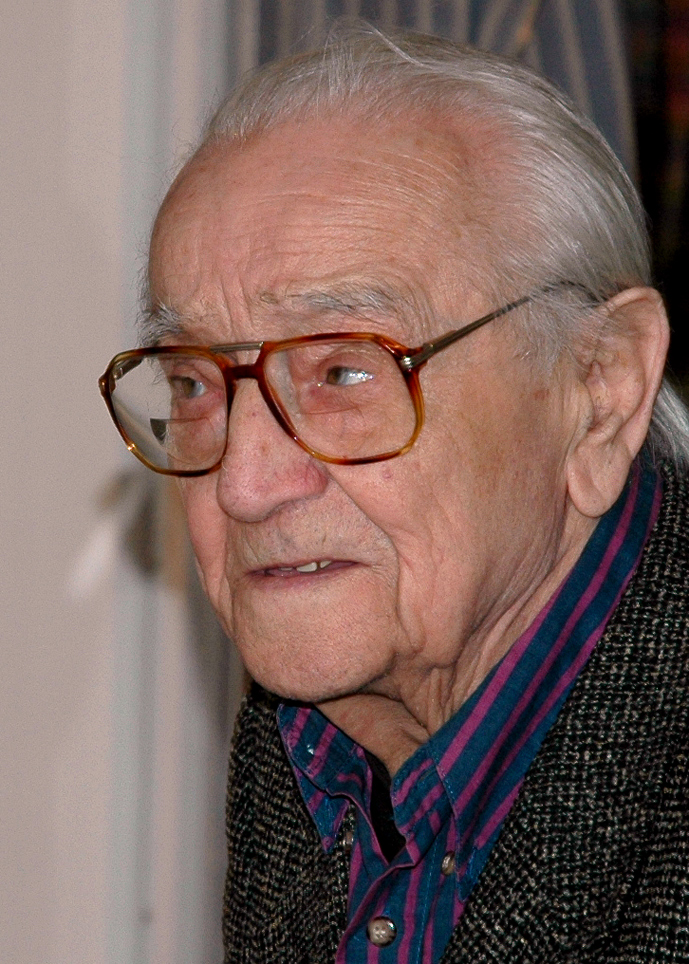
René Roubíček († 29. dubna)

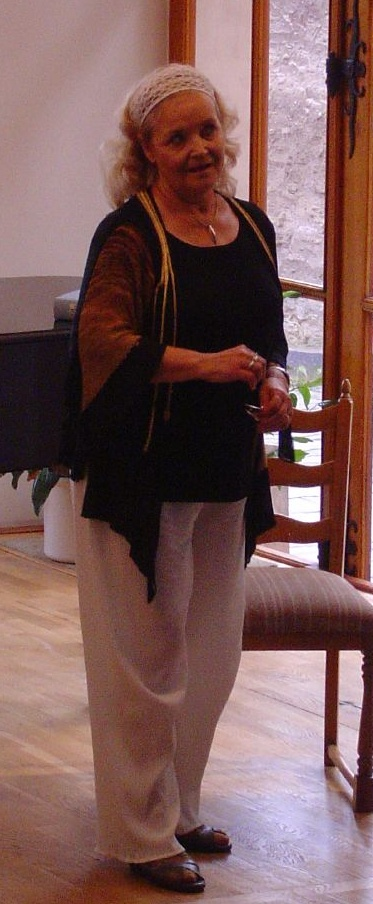
Gabriela Vránová († 16. června)

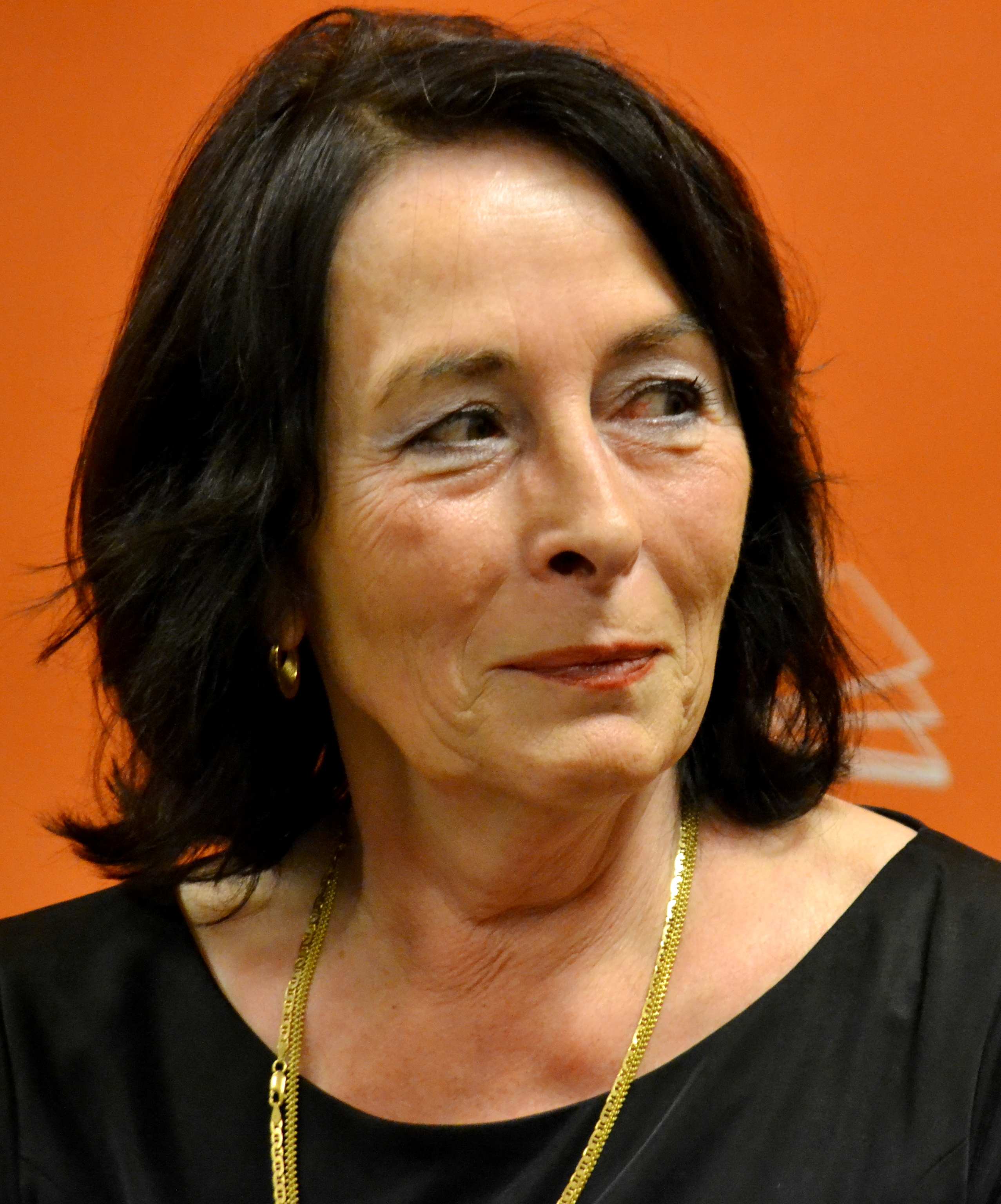
Marta Davouze († 4. července)

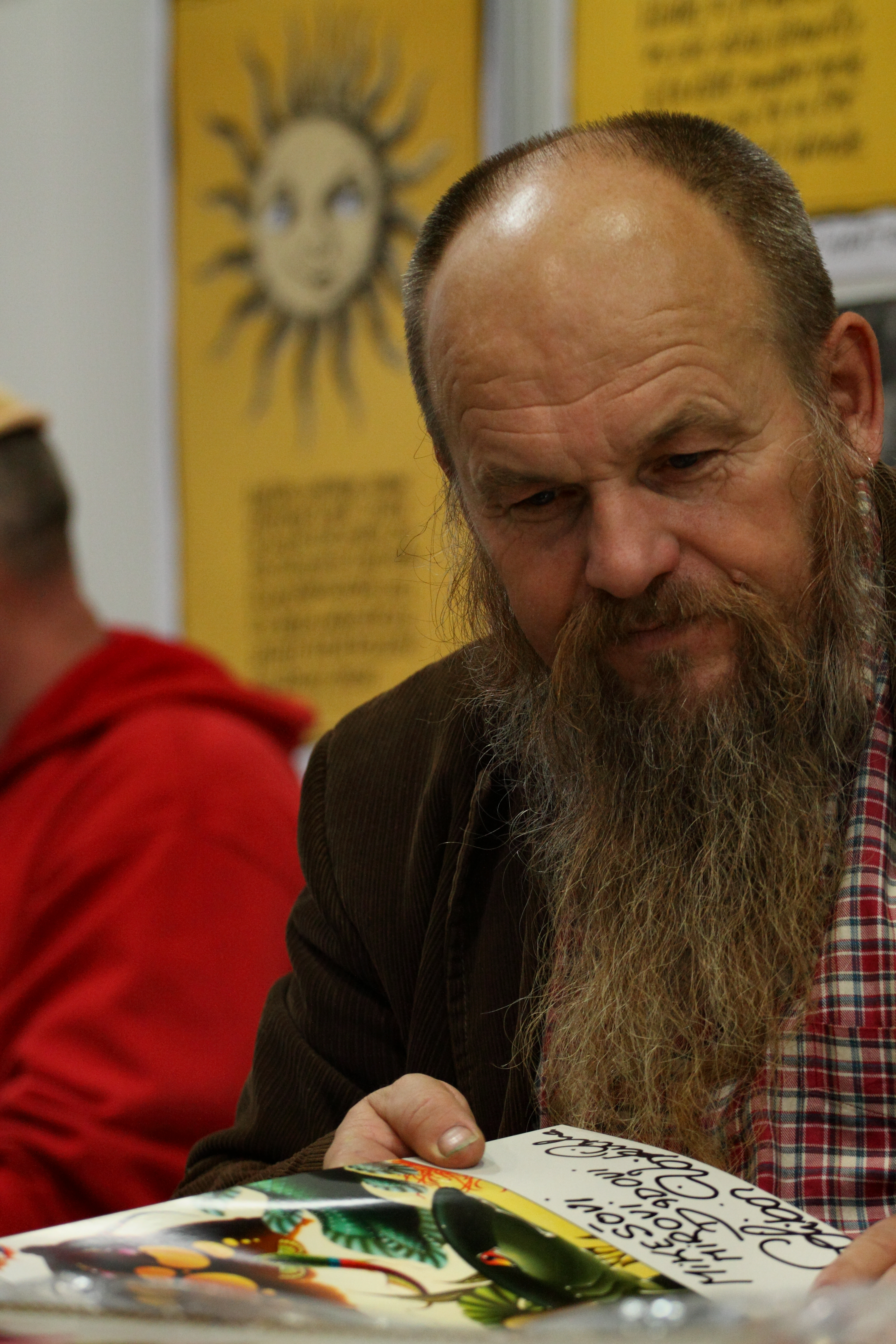
Libor Vojkůvka († 21. září)

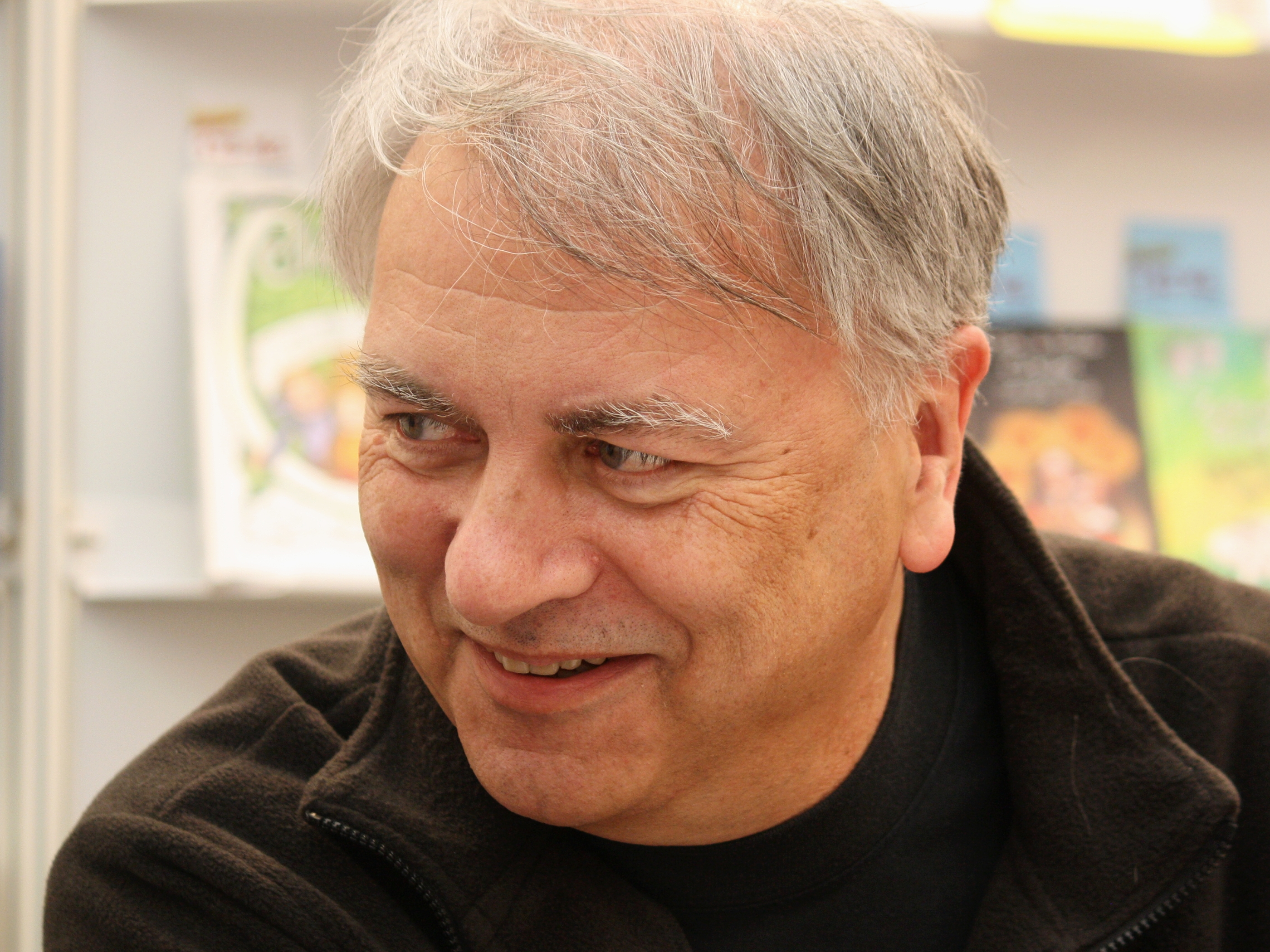
Pavel Toufar († 26. září)

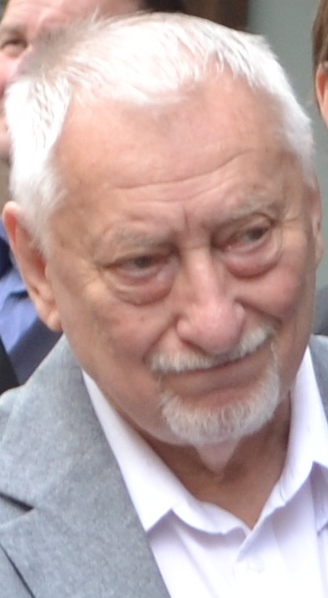
Jan Petránek († 10. listopadu)

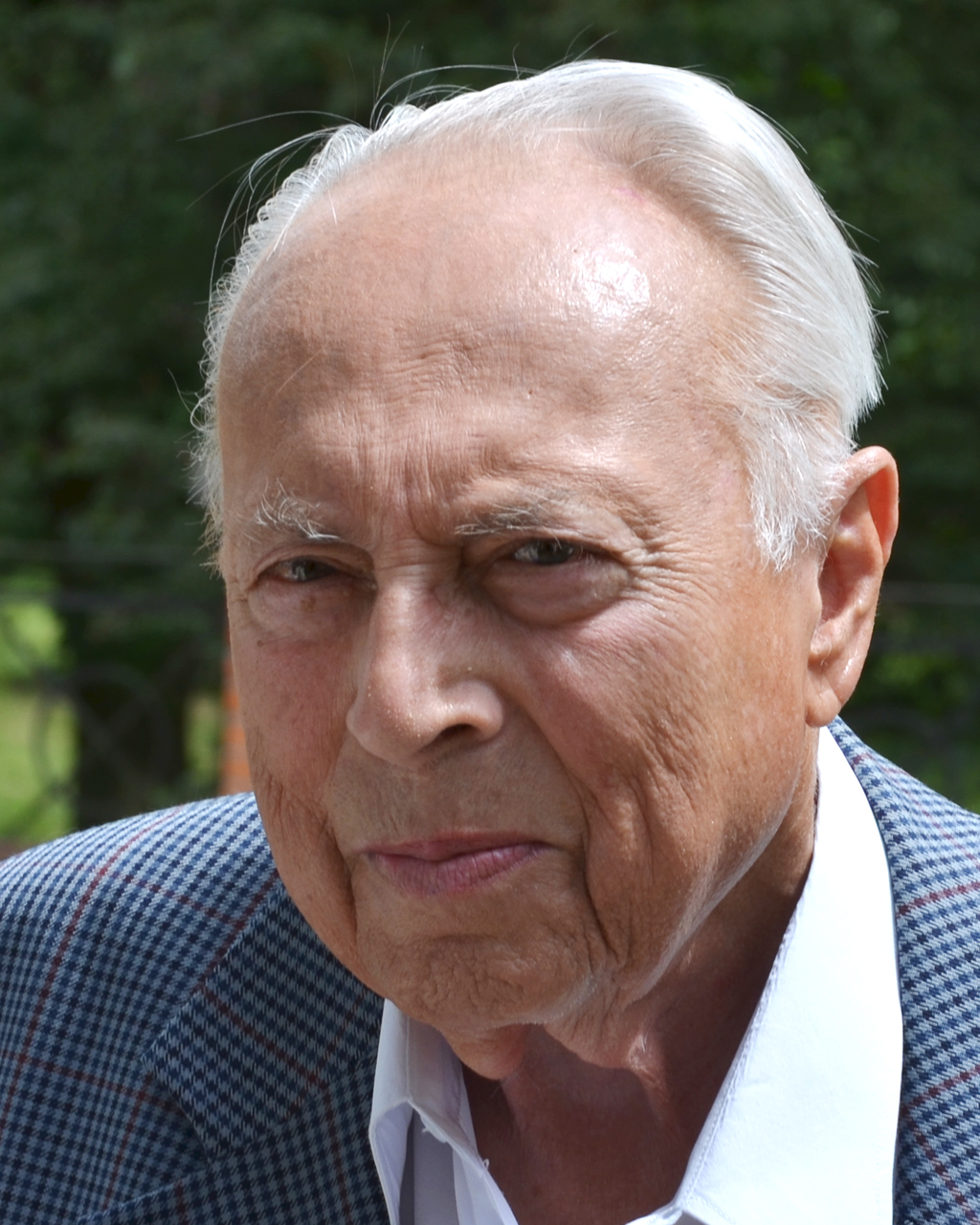
Jaroslav Blahoš († 27. listopadu)

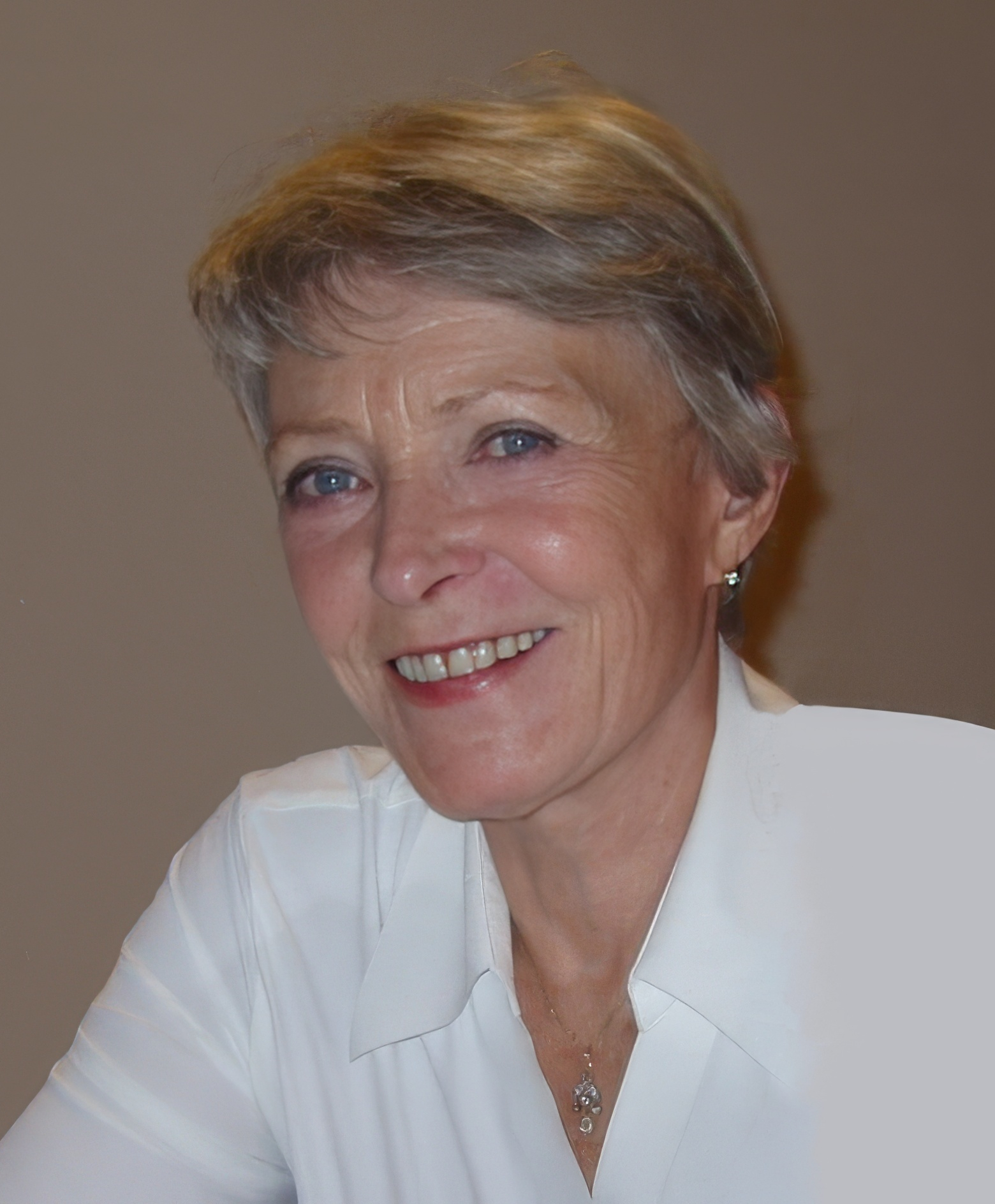
Jana Štěpánková († 18. prosince)

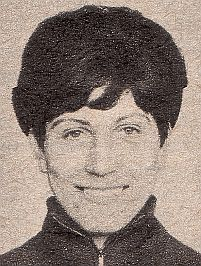
Helena Malotová († 19. prosince)

- 1. ledna – Jakub Zedníček, herec a moderátor (* 13. června 1990)
- 2. ledna
  - Rudolf Anděl, historik a pedagog (* 29. dubna 1924)
  - Karel Makonj, divadelní teoretik, režisér a pedagog (* 9. prosince 1947)
- 4. ledna – Ivan Otto Schwarz, československý generál (* 11. prosince 1923)
- 8. ledna – Vojtěch Lindaur, hudební publicista, dramaturg, překladatel, učitel a moderátor (* 12. září 1957)
- 12. ledna
  - Josef Klimeš, sochař (* 15. ledna 1928)
  - Josef Bieberle, historik (* 19. ledna 1929)
- 14. ledna – Josef Klíma, hokejista (* 5. ledna 1938)
- 17. ledna – Oldřich Veselý, zpěvák, klávesista a hudební skladatel (* 13. listopadu 1948)
- 18. ledna
  - Zdeněk Braunschläger, herec a scenárista (* 30. ledna 1932)
  - Ferdinand Knobloch, psychiatr (* 15. srpna 1916)
- 26. ledna – Zdeněk Barták, kapelník (* 13. července 1928)
- 31. ledna – Pavel Podsedník, politik (* 6. března 1932)
- 2. února – Jiří Otter, teolog a evangelický farář (* 31. července 1919)
- 4. února
  - Zdeněk Farmačka, fotbalista (* 12. dubna 1942)
  - Jan Vyklický, soudce a spoluzakladatel a prezident Soudcovské unie (* 30. srpna 1949)
- 10. února – Ludmila Švédová, sportovní gymnastka (* 13. listopadu 1936)
- 14. února – Jaroslav Med, literární kritik, historik, spisovatel a vysokoškolský pedagog (* 19. dubna 1932)
- 15. února – Milan Křížek, hudební skladatel, hudební pedagog a violista (* 9. března 1926)
- 16. února – Miroslav Šlouf, politik a lobbista (* 19. září 1948)
- 18. února – Jan Holub, motocyklový závodník (* 12. srpna 1942)
- 19. února
  - Miroslav Liškutín, československý brigádní generál, československý letec RAF (* 23. srpna 1919)
  - Evžen Zámečník, houslista, hudební pedagog, dirigent a hudební skladatel (* 5. února 1939)
- 27. únor
  - Jan Hajda, politik a senátor (* 22. října 1949)
  - Arif Salichov, právník, spisovatel, básník a státní zástupce (* 28. března 1951)
- 2. března – Ota Filip, spisovatel a jeden z předních postav české exilové literatury (* 9. března 1930)
- 4. března – Jef Kratochvil, fotograf (* 30. června 1943)
- 5. března
  - Antonín Buček, krajinný ekolog (* 17. září 1942)
  - Jan Hlavička, spisovatel sci-fi a překladatel (* 1. srpna 1951)
- 6. března – Vlastimil Bedrna, herec (* 8. února 1929)
- 13. března – Václav Verner, motocyklový závodník, reprezentant v ploché dráze (* 6. května 1949)
- 15. března
  - Pavel Jasanský, sportovní střelec (* 20. května 1968)
  - Alfréd Kocáb, kazatel Českobratrské církve evangelické (* 28. června 1925)
- 16. března – Otomar Kvěch, hudební skladatel a pedagog (* 25. května 1950)
- 17. března – Zdeněk Mahler, spisovatel, scenárista, pedagog (* 7. prosince 1928)
- 20. března
  - Miroslav Kačor, dokumentarista, scenárista, režisér a spisovatel (* 25. dubna 1950)
  - Věra Putíková-Stiborová, spisovatelka a překladatelka (* 15. ledna 1926)
- 21. března
  - Jan Hlaváč, chemik (* 16. července 1926)
  - Jan Kantůrek, překladatel fantasy, science fiction, komiksů a westernů z angličtiny (* 4. května 1948)
- 23. března – Igor Tomeš, odborník působící v oblasti sociálních věcech a politiky (* 17. dubna 1931)
- 24. března – Karel Stretti, restaurátor výtvarných děl (* 29. června 1943)
- 25. března
  - Svatava Simonová, režisérka pohádek (* 25. ledna 1935)
  - Ivan Ruller, architekt a děkan (* 17. listopadu 1926)
- 26. března – Václav Mezřický, právník (* 11. listopadu 1934)
- 27. března – Jana Rečková, lékařka a spisovatelka science fiction a fantasy (* 27. dubna 1956)
- 30. března – Fidelis Schlée, právník a vydavatel (* 31. března 1948)
- 5. dubna – Jaroslav Sommernitz, fotbalista a trenér (* 29. dubna 1954)
- 7. dubna
  - Anděla Haida, válečná veteránka, příslušnice Ženských pomocných leteckých sborů (WAAF) (* 8. října 1913)
  - Jiří Cipra, jezdec a chovatel koní (* 2. listopadu 1956)
- 8. dubna
  - Juraj Herz, režisér a scenárista (* 4. září 1934)
  - Barbora Horáčková, lukostřelkyně (* 15. ledna 1969)
  - Jiří Váňa, bryolog (* 11. ledna 1940)
- 13. dubna – Miloš Forman, režisér a scenárista (* 18. února 1932)
- 14. dubna – Milan Škampa, violista a pedagog (* 4. června 1928)
- 17. dubna – Zdenek Plachý, hudební skladatel a divadelní a televizní režisér (* 9. prosince 1961)
- 20. dubna – Pavel Šrut, básník, překladatel a textař (* 3. dubna 1940)
- 22. dubna – Saša Klimt, motocyklový závodník (* 4. února 1928)
- 24. dubna – Ilja Matouš, lyžař (* 17. dubna 1931)
- 26. dubna – Štefan Ivančík, fotbalista (* 22. května 1945)
- 28. dubna – Nina Škottová, politička (* 6. října 1946)
- 29. dubna – René Roubíček, umělecký sklář a sklářský výtvarník (* 23. ledna 1922)
- 1. května
  - Pavel Pergl, fotbalista (* 14. listopadu 1977)
  - Milena Vecková, basketbalistka (* 30. ledna 1933)
- 2. května
  - Pavel Knihař, dlouholetý příslušník Francouzské cizinecké legie (* 9. ledna 1931)
  - Antonín Líman, japanolog, překladatel a pedagog (* 7. dubna 1932)
- 5. května – Peter Duhan, novinář a manažer, generální ředitel Československého a Českého rozhlasu (* 11. listopadu 1946)
- 6. května
  - Josef Mladý, herec a bavič (* 2. února 1955)
  - Jitka Malíková, katolická aktivistka, studentka medicíny, v 50. letech těžce vězněná a držitelka Ceny paměti národa 2016 (* 1926)
- 7. května – Pavel Kunert, herec (* 30. ledna 1930)
- 11. května – Ladislav Procházka, fotbalista (* 14. května 1944)
- 14. května
  - Azita Haidarová, překladatelka (* 10. července 1966)
  - Vladimír Jirásek, vodní slalomář, kanoista (* 2. listopadu 1933)
- 20. května – Jaroslav Brabec, atlet a trenér (* 27. července 1949)
- 22. května – Miroslav Netík, malíř, grafik a ilustrátor (* 5. září 1920)
- 23. května – Miloslav Košťál, archivář, historik a kazatel Církve bratrské (* 23. srpna 1925)
- 31. května – Věra Perlingerová, plukovnice letectva (* 1931)
- 2. června
  - Karina Havlů, překladatelka a spisovatelka (* 17. prosince 1951)
  - Emil Wolf, fyzik (* 30. července 1922)
- 3. června – Jan Hladík, grafik, textilní výtvarník, malíř a ilustrátor (* 21. května 1927)
- 7. června – František Suchý, politický vězeň (* 17. dubna 1927)
- 10. června – Karel Pokorný, malíř (* 23. června 1944)
- 13. června – František Lehovec, vysokoškolský profesor a odborník v oblasti pozemních komunikací (* 16. května 1936)
- 16. června – Gabriela Vránová, herečka, divadelní pedagožka a dabérka (* 27. července 1939)
- 20. června – František Švihlík, herec (* 23. srpna 1941)
- 19. června – Dušan Havlíček, novinář a teoretik médií (* 10. září 1923)
- 21. června – Oldřich Král, sinolog, překladatel a teoretik překladu (* 13. září 1930)
- 22. června – Jan Gebhart, historik (* 5. února 1945)
- 24. června
  - Pavel Vranský, letec z dob druhé světové války a bojovník od Tobrúku (* 29. dubna 1921)
  - Hana Preinhaelterová, indoložka, odbornice na bengálský jazyk a literaturu (* 12. září 1938)
- 26. června
  - Jiří moravský Brabec, textař folkových písní, hudební publicista, autor rozhlasových či televizních pořadů a dramaturg (* 29. června 1955)
  - Bořivoj Penc, herec (* 19. ledna 1936)
- 29. června – Eleonora Dujková, šlechtična rodu Bubnů z Litic a byla majitelkou zámku Doudleby nad Orlicí (* 24. dubna 1929)
- 30. června
  - Dagmar Burešová, advokátka a ministryně spravedlnosti (* 19. října 1929)
  - Helena Kadečková, překladatelka, pedagog a nordistka (* 14. srpna 1932)
  - Josef Kovalčuk, divadelní dramaturg, scenárista a pedagog (* 5. srpna 1948)
- 2. července
  - Emma Černá, herečka (* 23. března 1937)
  - Marta Synáčková, baletní sólistka a pedagožka (* 29. prosince 1933)
  - Pavel Tříska, fyzik, podílející se na družici Magion (* 5. listopadu 1931)
- 3. července – Jaroslav Rybka, internista a diabetolog, spoluautor československého Diabetologického programu (* 21. listopadu 1931)
- 4. července – Marta Davouze, publicistka a spisovatelka (* 12. května 1945)
- 10. července
  - Luděk Eliáš, herec, režisér, divadelní ředitel, scenárista, publicista a moderátor (* 29. července 1923)
  - Vojtěch Mynář, politik (* 4. května 1944)
- 11. července
  - Daniel Balatka, operní pěvec a režisér (* 16. září 1975)
  - Václav Glazar, herec, dramaturg, scenárista a kabaretiér (* 9. října 1952)
  - Ladislav Toman, volejbalista (* 13. července 1934)
- 14. července
  - Petr Weigl, filmový, televizní a divadelní režisér a dramaturg (* 16. března 1939)
  - Jiří Žďárský, fotbalista (* 16. listopadu 1923)
- 16. července – Václav Burda, hokejový obránce (* 14. ledna 1973)
- 17. července – Radoslav Nenadál, spisovatel, překladatel, amerikanista, anglista a pedagog (* 30. října 1929)
- 24. července – Petr Kopecký, vedoucí oddělení v Ústavu jaderného výzkumu v Řeži u Prahy (* 22. června 1946)
- 29. července – Břetislav Holakovský, sochař a medailér (* 18. července 1926)
- 31. července
  - Sylvia Kodetová, operní pěvkyně (* 21. května 1930)
  - Stanislav Kostka Vrbka, varhaník, improvizátor, hudební pedagog a skladatel (* 2. října 1932)
- 1. srpna – Milan Chalupník, silniční motocyklový závodník (* 18. prosince 1935)
- 2. srpna
  - Karel Brada, pedagog (* 3. dubna 1937)
  - Vladimír Plaček, politik, lékař a senátor (* 29. května 1965)
  - Ilja Racek, herec (* 24. června 1930)
  - Václav Smetana, lékař, pedagog a jeden ze zakladatelů Mezinárodního paralympijského výboru a také paralympijského hnutí (* 15. listopadu 1934)
- 4. srpna – Božena Šimková, scenáristka a spisovatelka (* 3. února 1935)
- 5. srpna
  - Vratislav Ducháček, chemik a vysokoškolský učitel (* 16. února 1941)
  - Bedřich Köhler, fotbalista (* 11. února 1932)
- 7. srpna – Radovan Šteiner, politik (* 28. ledna 1972)
- 8. srpna – Stanislav Hubička, architekt (* 23. března 1930)
- 10. srpna – Jiří Josek, překladatel z angličtiny, redaktor, nakladatel a režisér (* 31. března 1950)
- 13. srpna – Zdeněk Dostál, politik a primátor Zlína (* 6. května 1933)
- 18. srpna – DJ Loutka (Michal Maudr), diskžokej, rezident pražského klubu Roxy a zakladatel tamní klubové noci Shake (* 8. května 1967)
- 21. srpna – Ladislav Coufal, fotbalista (* 13. října 1946)
- 25. srpna – Věroslav Sláma, příslušník 3. odboje, politický vězeň a poslanec (* 25. května 1930)
- 26. srpna – Erich Václav, lesník a učitel (* 29. března 1930)
- 28. srpna – Zdeněk Krušina, teolog, religionista, antropolog, numismatik a astronom (* 19. června 1963)
- 29. srpna – Jan Kalous, herec (* 29. ledna 1979)
- 2. září – Jan Čáka, výtvarník, spisovatel a skaut (* 12. června 1929)
- 5. září
  - Ivan Solovka, československý válečný veterán, plukovník ve výslužbě (* 6. září 1923)
  - Bohumil Doubek, podnikatel (* 14. září 1986)
- 15. září – Bohumil Kulínský, dirigent a sbormistr (* 5. května 1952)
- 18. září
  - Ladislav Bittman, bývalý agent Státní bezpečnosti (* 12. ledna 1931)
  - Vladimír Šafránek, zpěvák a autor písniček (* 13. června 1972)
- 19. září – Pavel Řezníček, surrealistický básník a prozaik (* 30. ledna 1942)
- 21. září
  - Eva Davidová, historička umění, etnografka, socioložka a fotografka (* 28. prosince 1932)
  - Libor Vojkůvka, malíř, cestovatel, fotograf, lidový bavič, entomolog a písmák (* 23. července 1947)
- 26. září – Pavel Toufar, spisovatel, novinář, propagátor kosmonautiky (* 13. července 1948)
- 27. září – Vladimír Laštůvka, politik, politicky pronásledován, aktivní v disentu a signatář Charty 77 (* 8. června 1943)
- září – Václav Hrdlička, fotbalista (* 12. dubna 1962)
- 2. října – Josef Šimon, básník a nakladatel (* 8. září 1948)
- 3. října – Jiří Bis, politik a senátor (* 26. dubna 1941)
- 4. října – Pavel Smetana, evangelický teolog a duchovní (* 14. července 1937)
- 8. října – Zbyněk Nádeník, matematik a vysokoškolský profesor (* 21. listopadu 1925)
- 10. října – Břetislav Slováček, herec (* 7. července 1948)
- 12. října
  - Ctirad John, imunolog a mikrobiolog (* 15. srpna 1925)
  - František Zborník, režisér, scenárista, herec a pedagog (* 17. prosince 1950)
- 18. října – Dalibor Jedlička, operní pěvec (* 23. května 1929)
- 27. října – Ladislav Müller, fotbalista, útočník, reprezentant Československa (* 2. září 1925)
- 30. října
  - Emil Paleček, vědec, objevitel elektrochemie nukleových kyselin (* 3. října 1930)
  - Tadeáš Kraus, fotbalový útočník polského původu, československý reprezentant (* 22. října 1932)
- 2. listopadu – Adolf Rázek, katolický aktivista a politický vězeň komunistického režimu (* 30. listopadu 1930)
- 7. listopadu
  - Pavel Mayer, astronom (* 7. listopadu 1932)
  - Aleš Sigmund, kytarista, hudební aranžér, textař a hudební skladatel (* 23. dubna 1944)
- 10. listopadu – Jan Petránek, novinář, komentátor, literát a disident (* 28. prosince 1931)
- 11. listopadu – Paul Rausnitz, česko-americký podnikatel (* 9. března 1928)
- 13. listopadu
  - Zdeňka Hledíková, archivářka a historička (* 23. října 1938)
  - Oskar Sýkora, česko-kanadský vědec a vysokoškolský pedagog (* 22. června 1929)
- 17. listopadu – Jan Skácel, politik (* 13. září 1934)
- 24. listopadu – Věra Růžičková, sportovní gymnastka a olympijská vítězka (* 10. srpna 1928)
- 25. listopadu – Antonín Jančařík, speleolog (* 13. června 1950)
- 27. listopadu – Jaroslav Blahoš, endokrinolog a osteolog (* 30. června 1930)
- 28. listopadu – Lubomír Kostelka, herec (* 31. března 1927)
- 30. listopadu – Josef Maňák, římskokatolický kněz, dlouholetý farář v Místku a papežský kaplan (* 25. srpna 1950)
- listopad – Alfréd Malina, fotbalista (* 23. března 1938)
- 2. prosince – Vladimír Plešinger, cestovatel, spisovatel, hydrogeolog a vedoucí dlouhodobých expertních misí OSN (* 22. září 1938)
- 7. prosince – Karel Pavlištík, muzejník, národopisec a folklorista (* 12. března 1931)
- 18. prosince
  - Jana Štěpánková, herečka (* 6. září 1934)
  - Miloslav Verner, motocyklový závodník (* 25. června 1938)
- 19. prosince – Helena Malotová, basketbalistka (* 8. ledna 1939)
- 30. prosince – Karel Engel, zápasník a kaskadér (* 28. května 1940)

### Svět

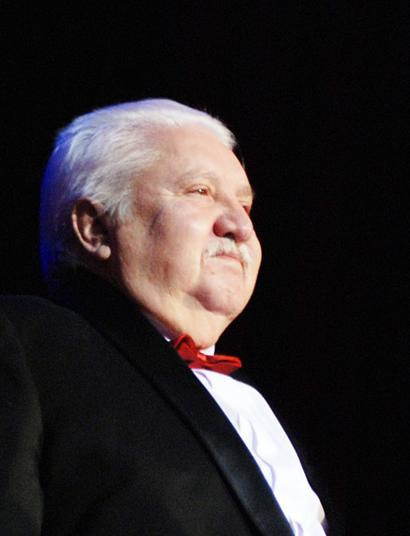
Marián Labuda († 5. ledna)

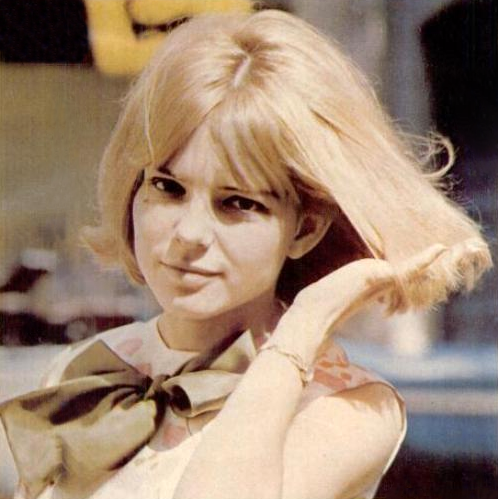
France Gallová († 7. ledna)

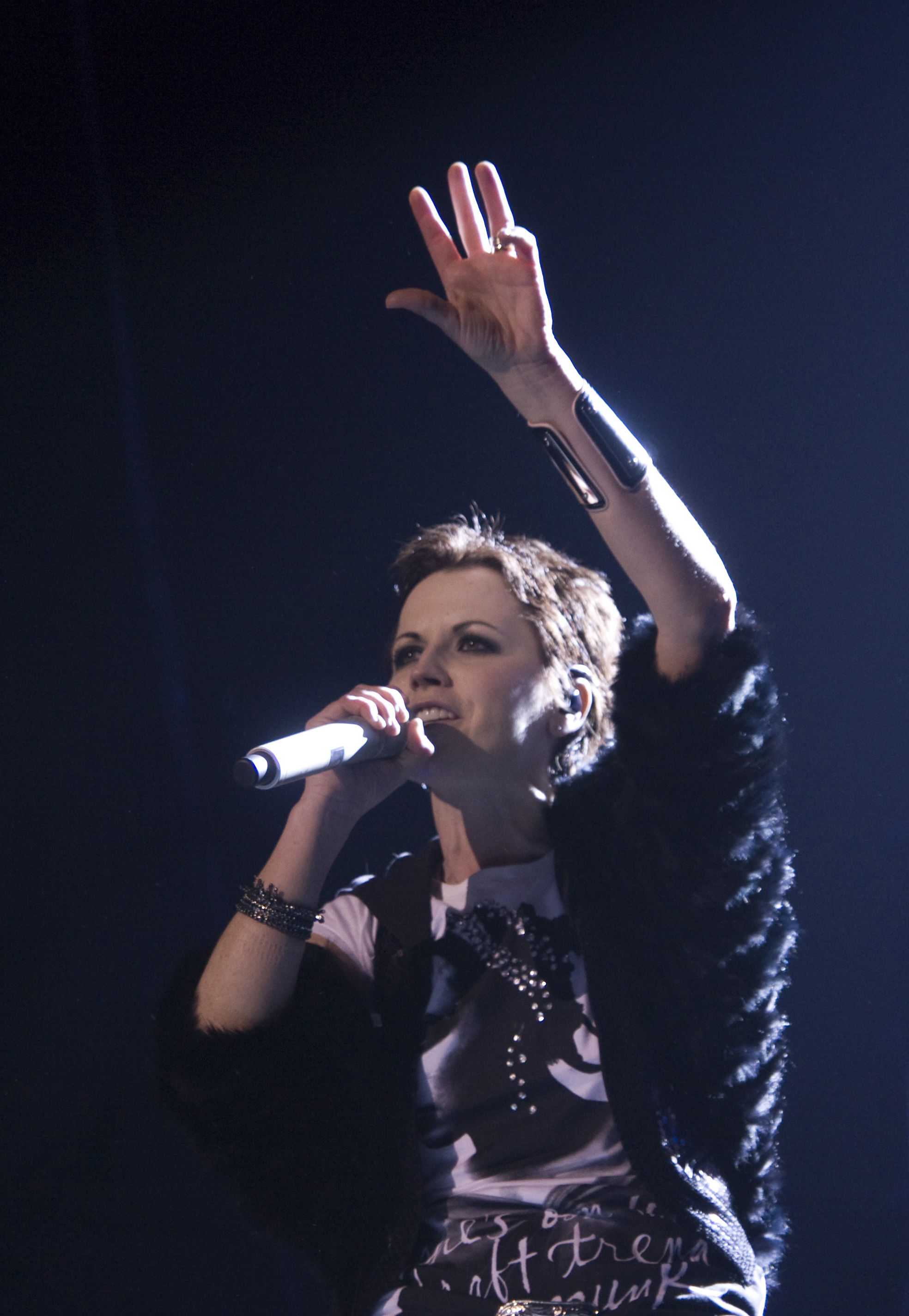
Dolores O'Riordanová († 15. ledna)

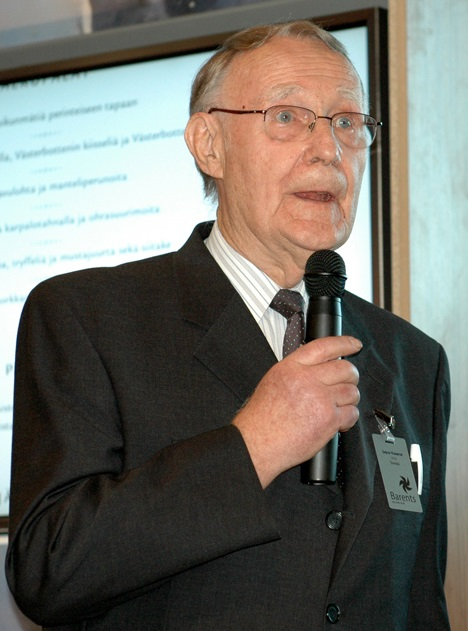
Ingvar Kamprad († 27. ledna)

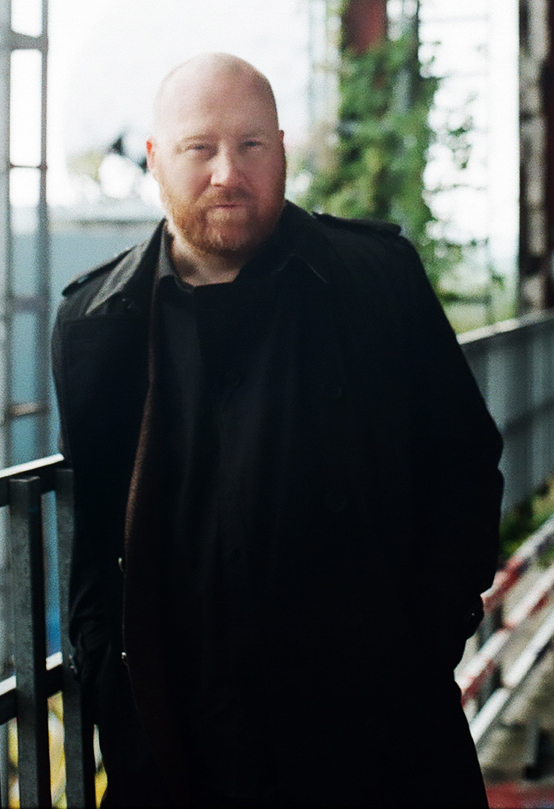
Jóhann Jóhannsson († 9. února)

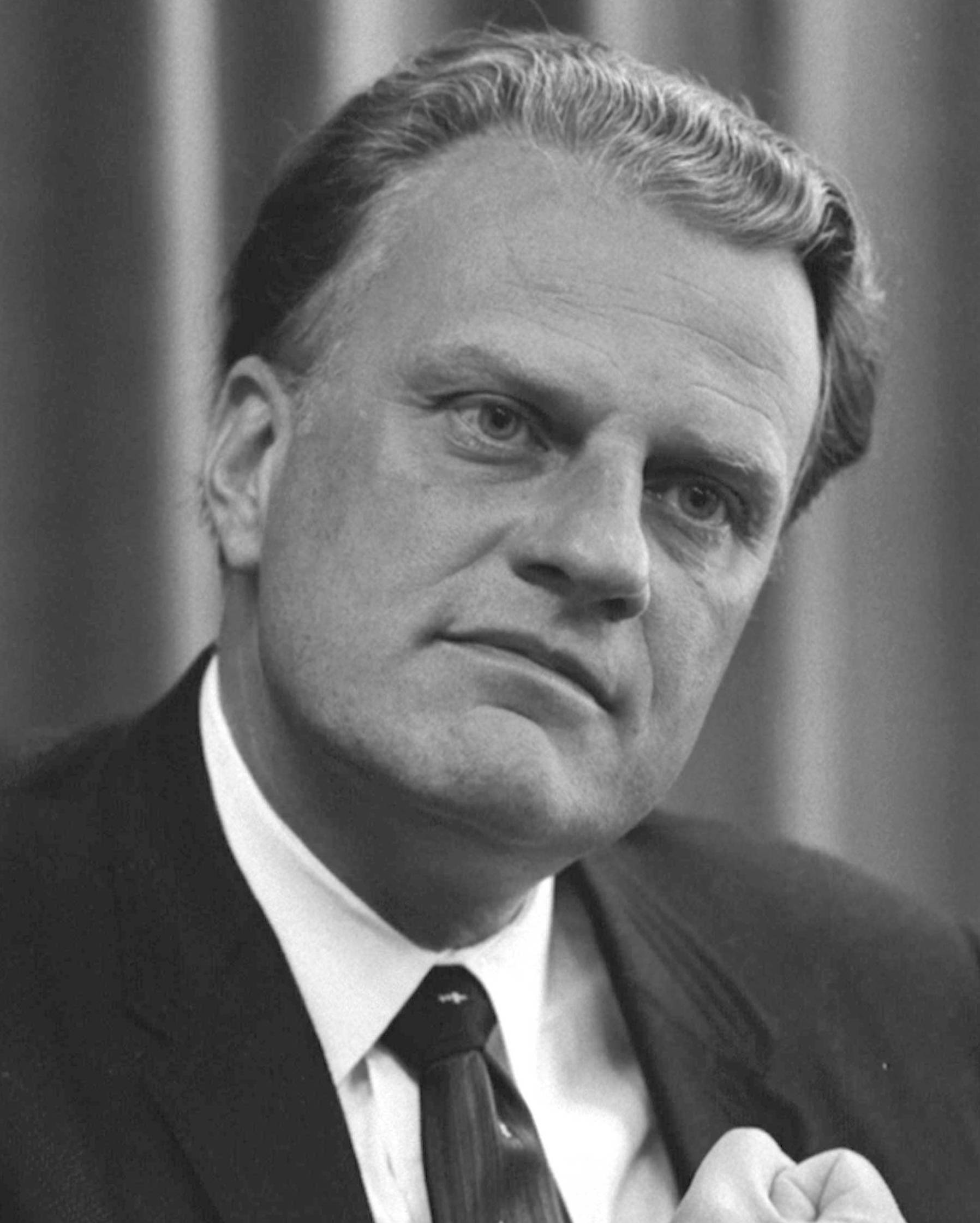
Billy Graham († 21. února)

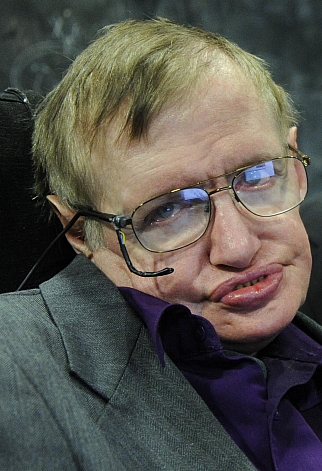
Stephen Hawking († 14. března)

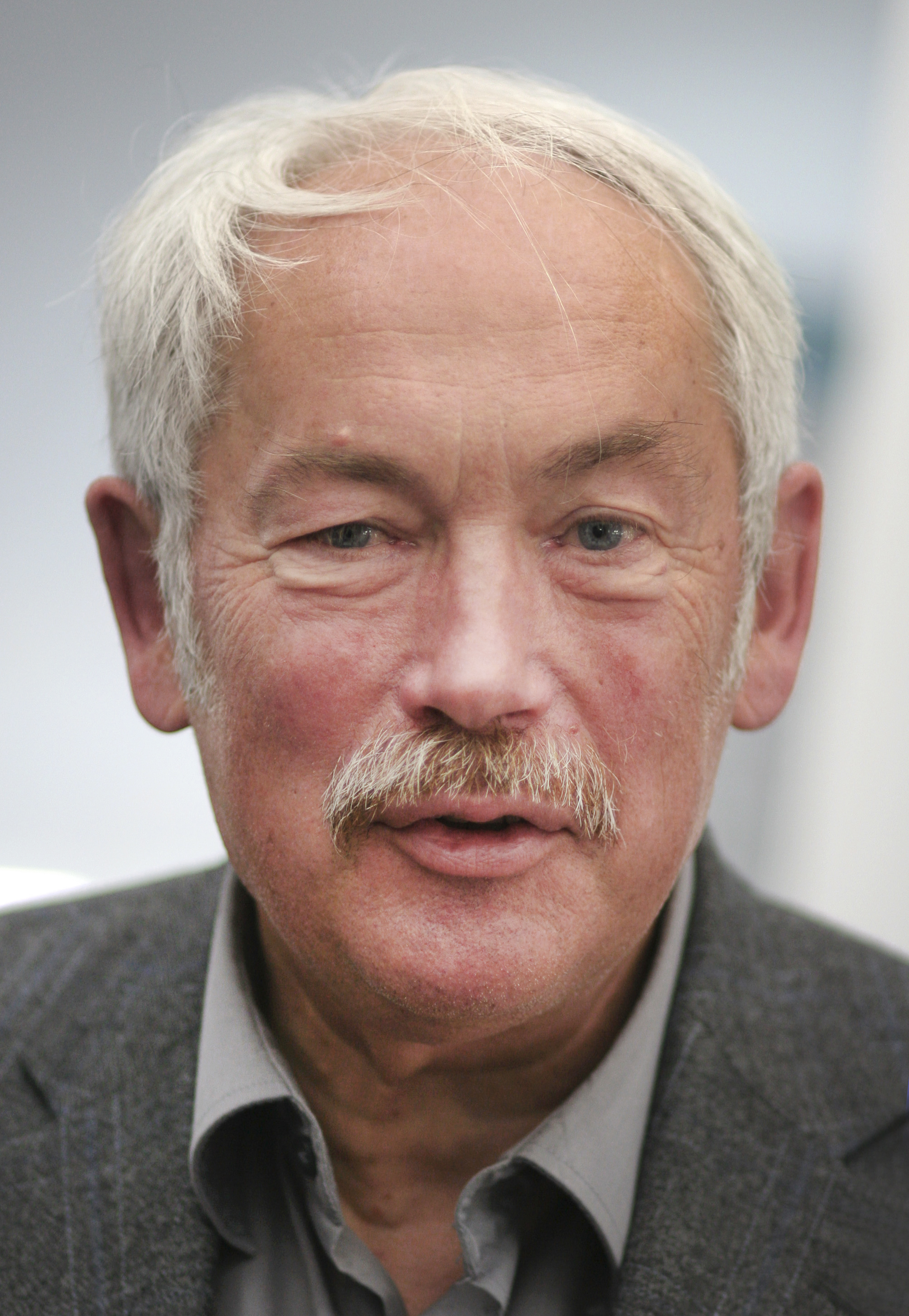
Peter Grünberg († 7. dubna)

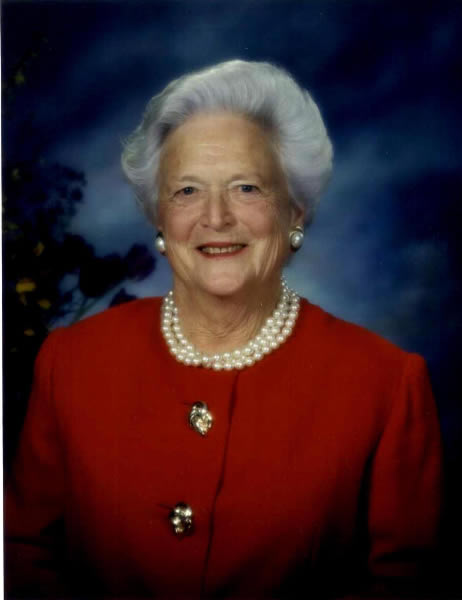
Barbara Bushová († 17. dubna)

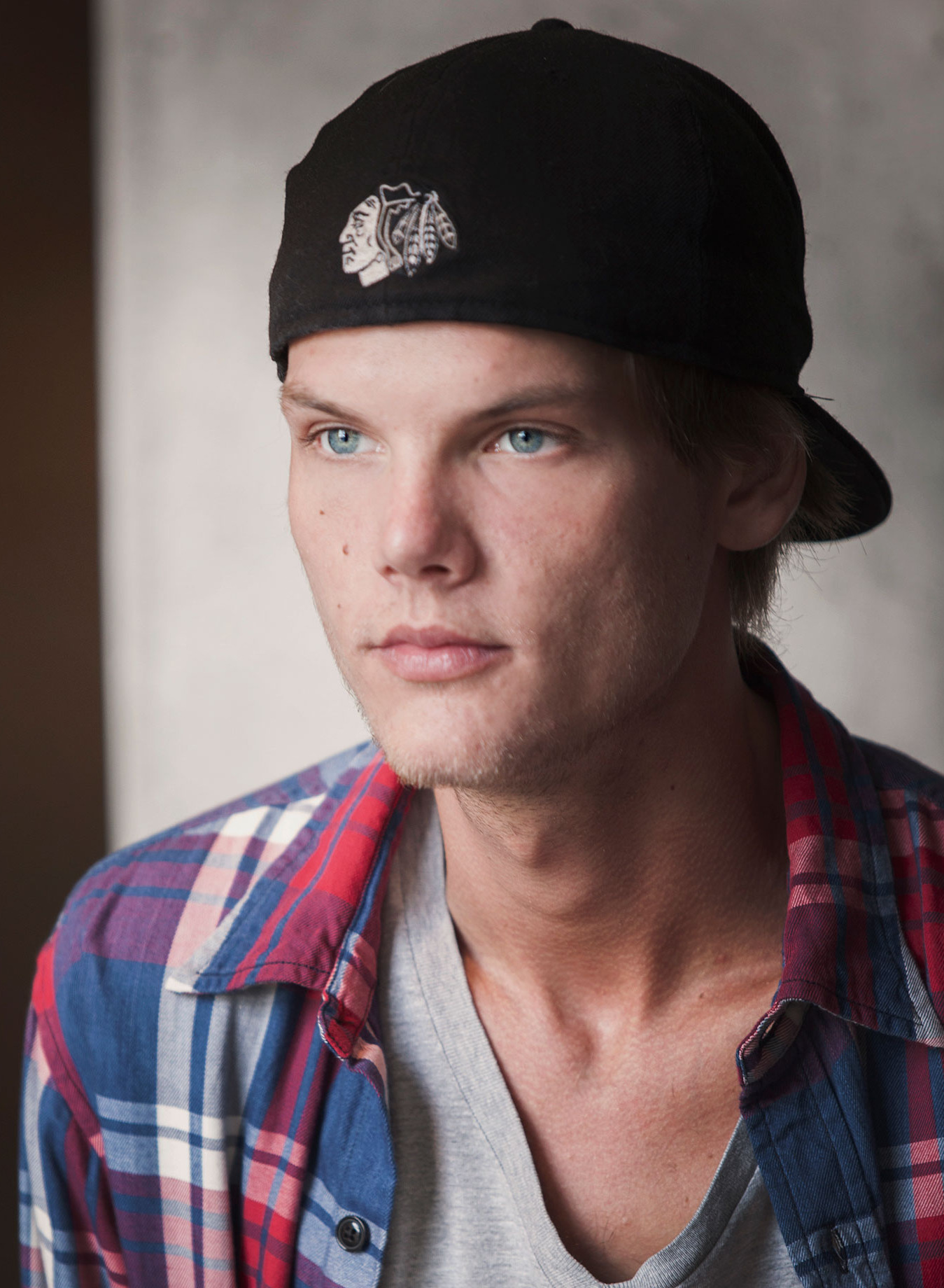
Avicii († 20. dubna)

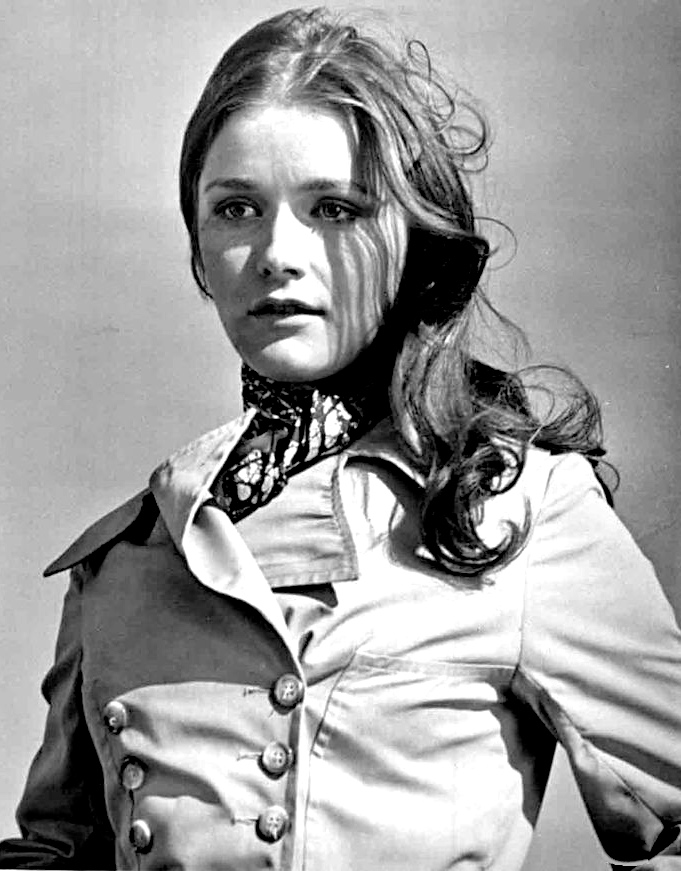
Margot Kidderová († 13. května)

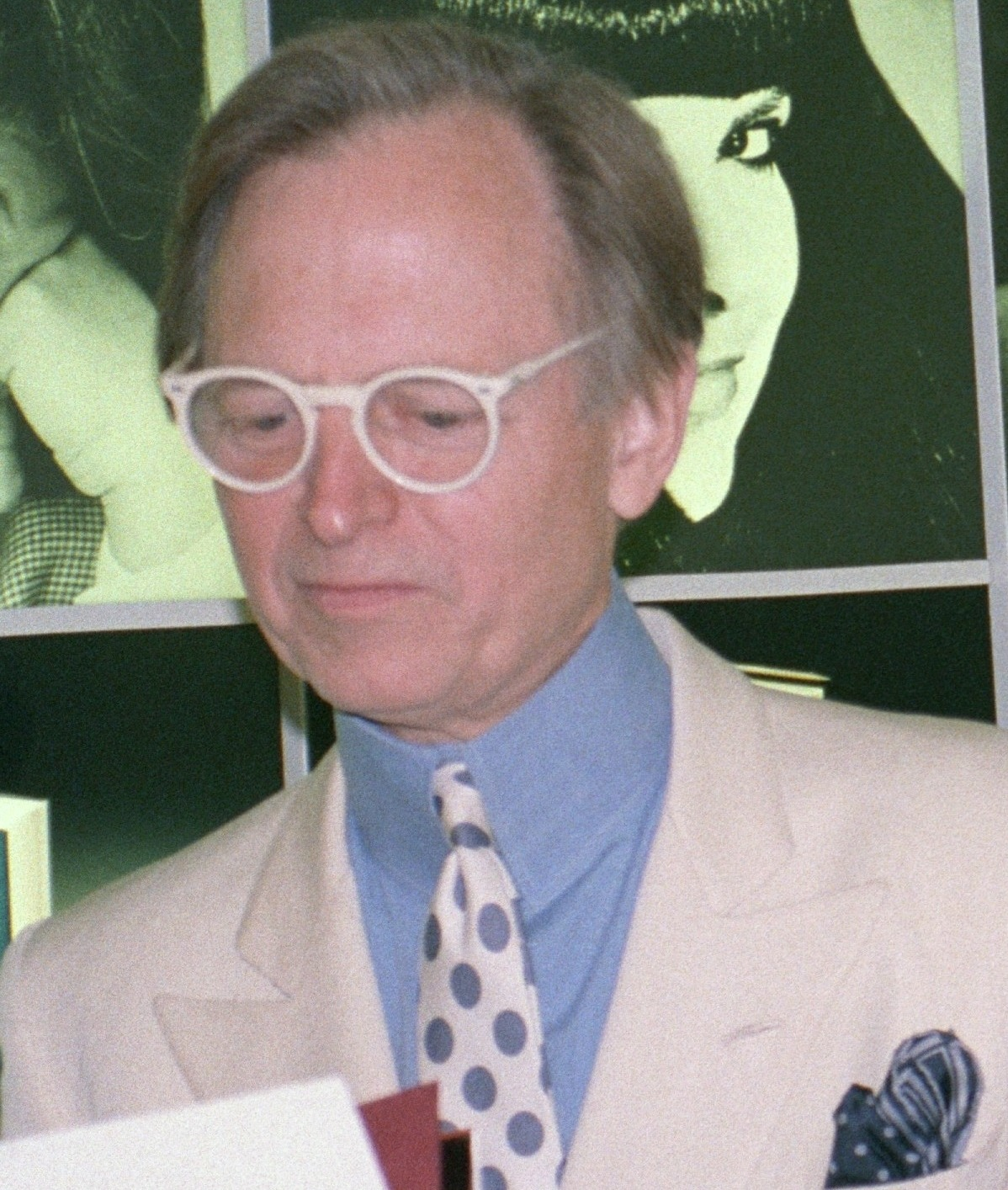
Tom Wolfe († 14. května)

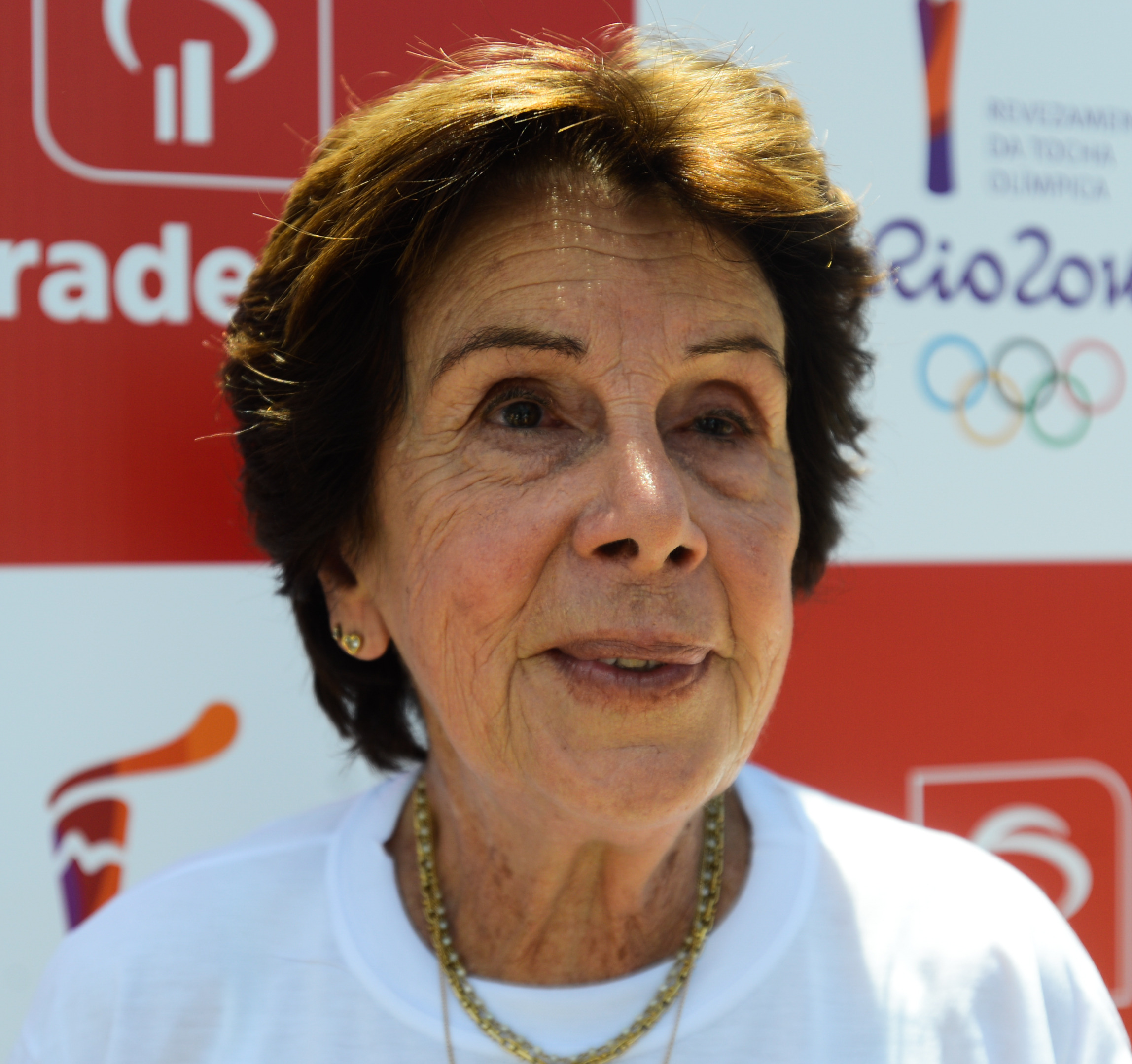
Maria Buenová († 8. června)

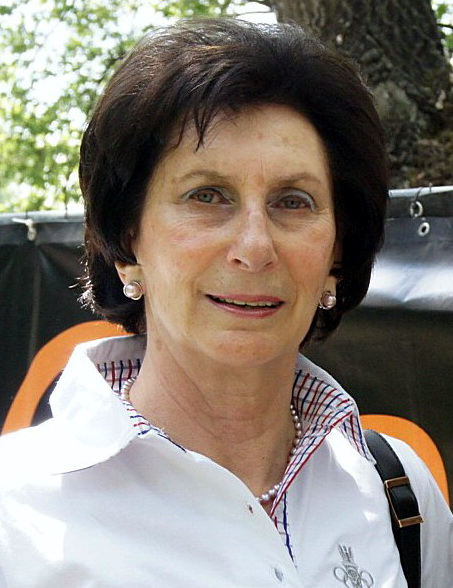
Irena Szewińská († 24. června)

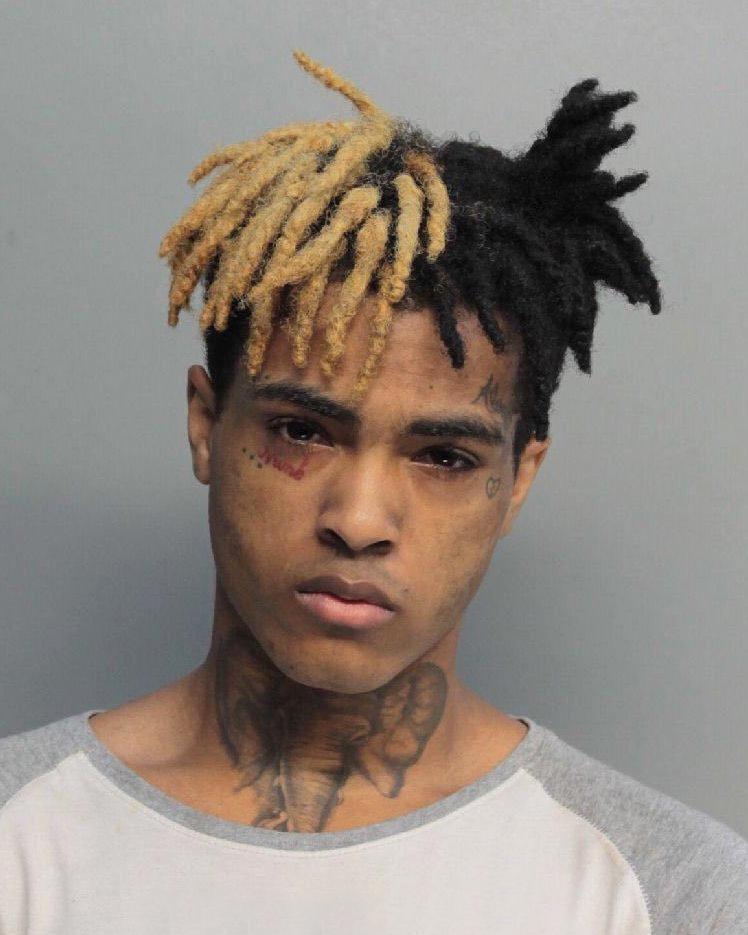
XXXTentacion († 18. června)

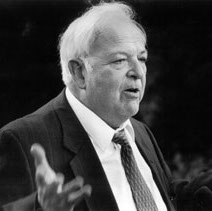
Burton Richter († 18. července)

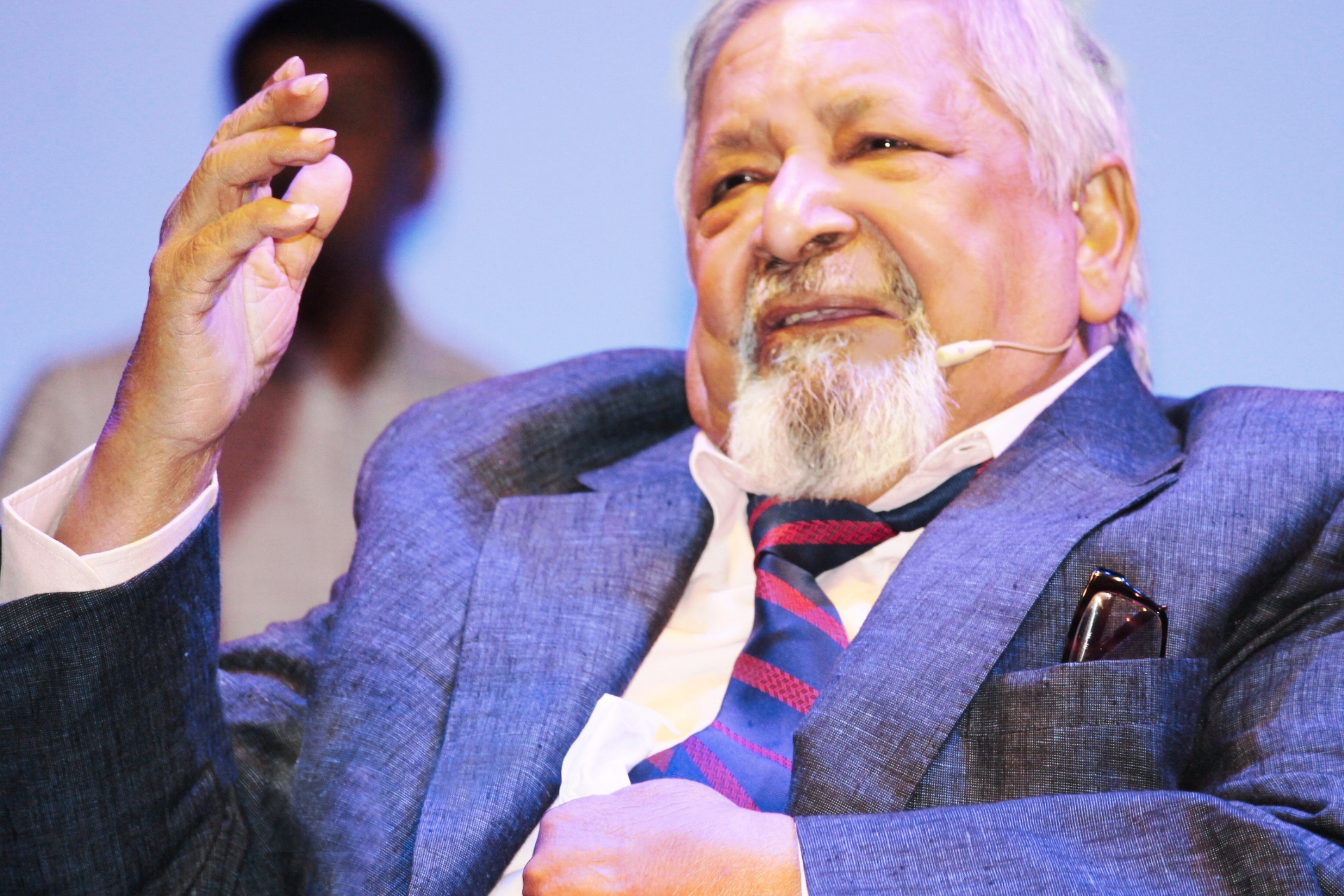
V. S. Naipaul († 11. srpna)

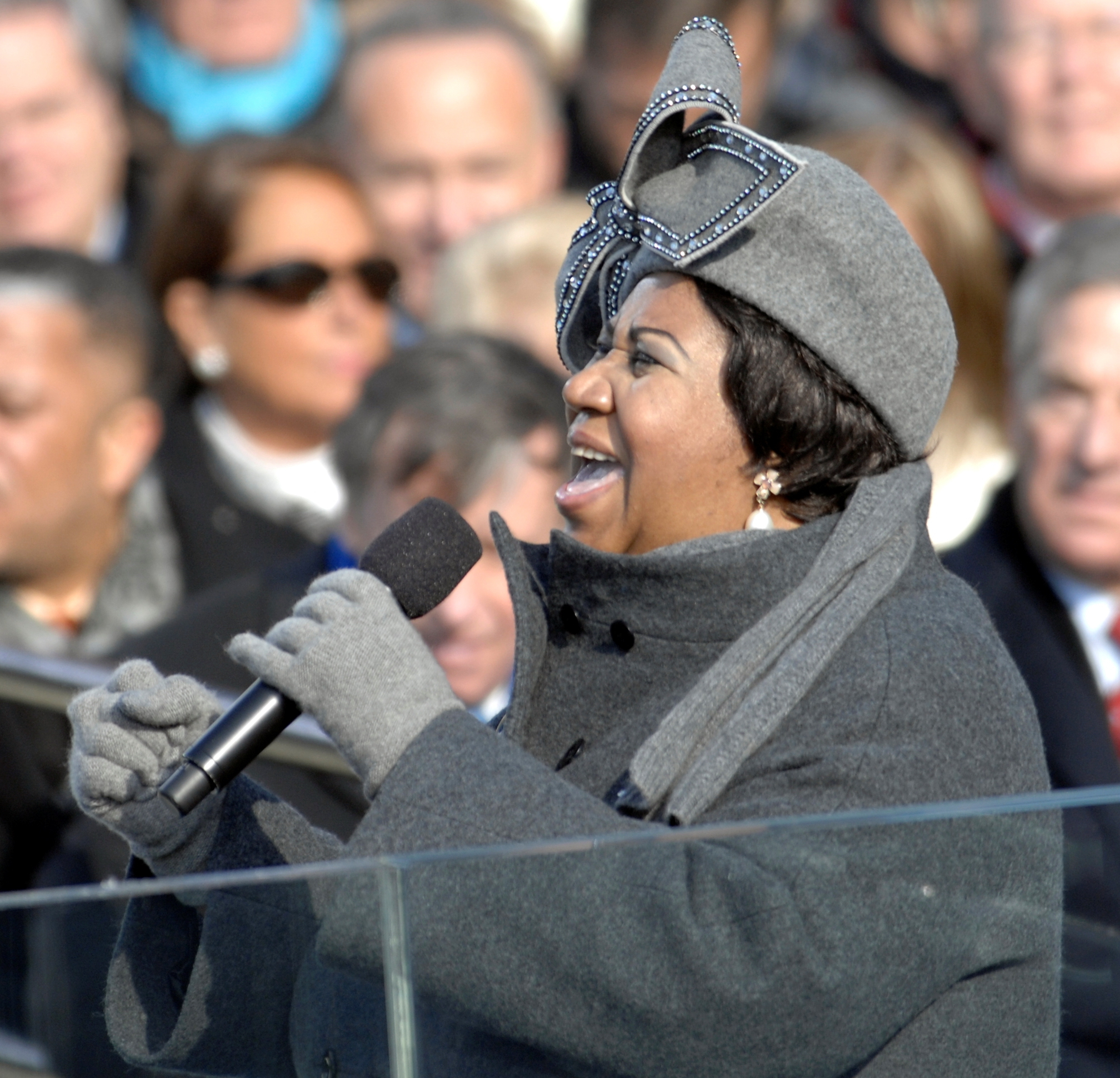
Aretha Franklinová († 16. srpna)

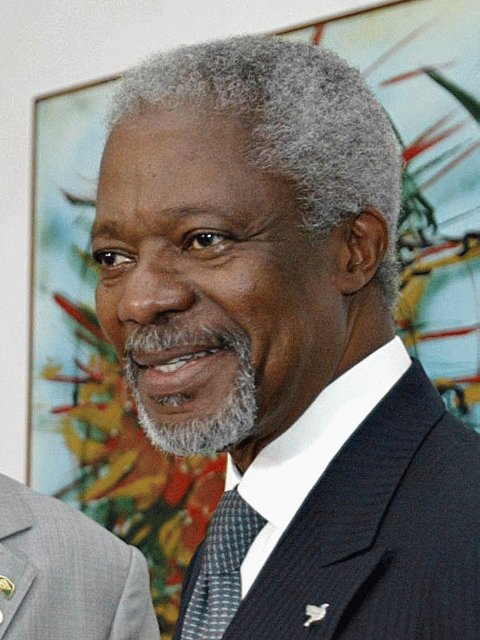
Kofi Annan († 18. srpna)

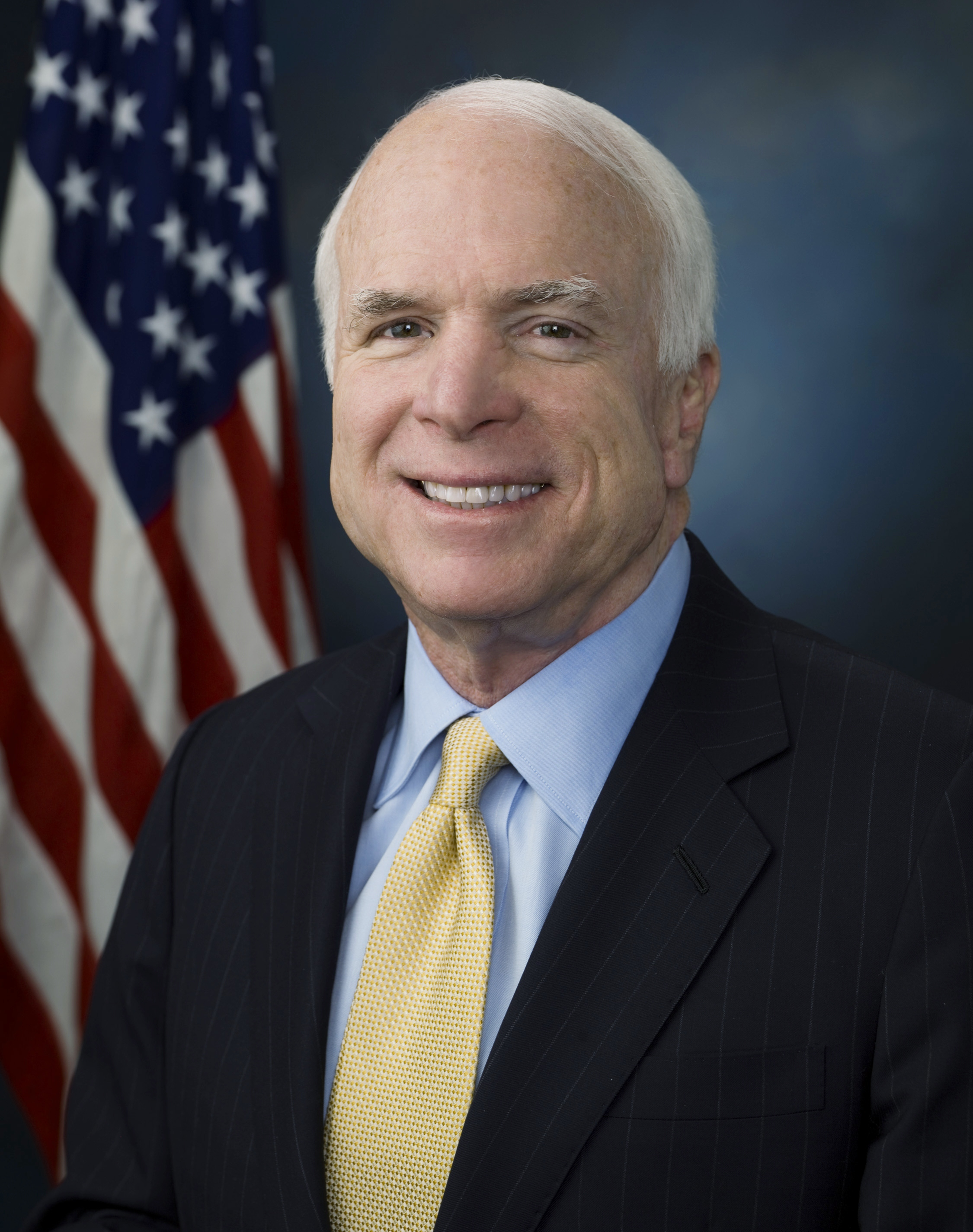
John McCain († 25. srpna)

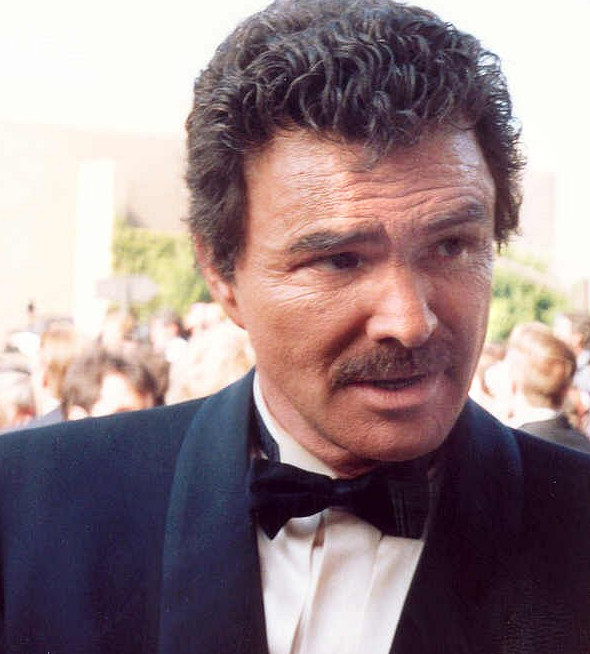
Burt Reynolds († 6. září)

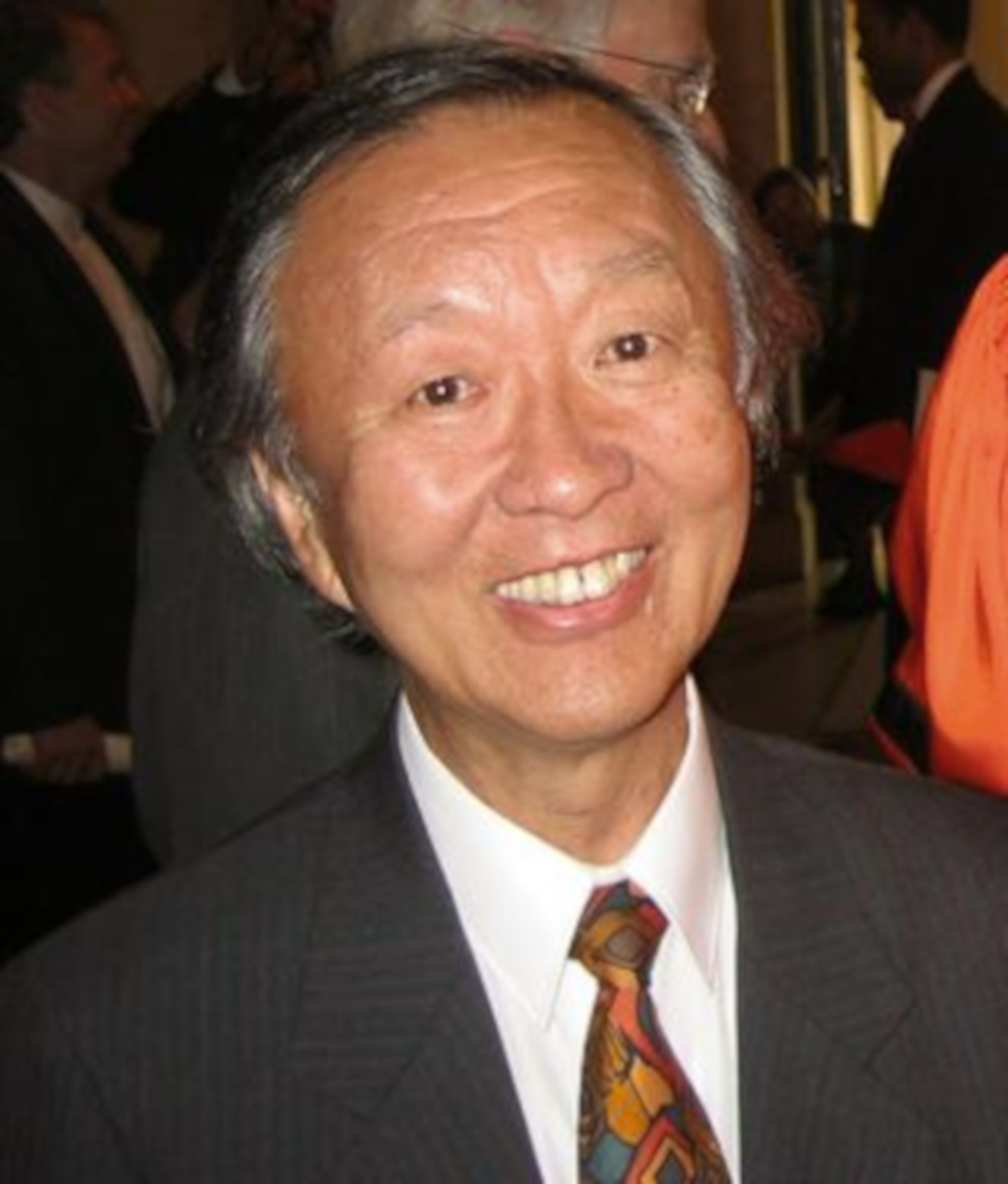
Charles Kuen Kao († 23. září)

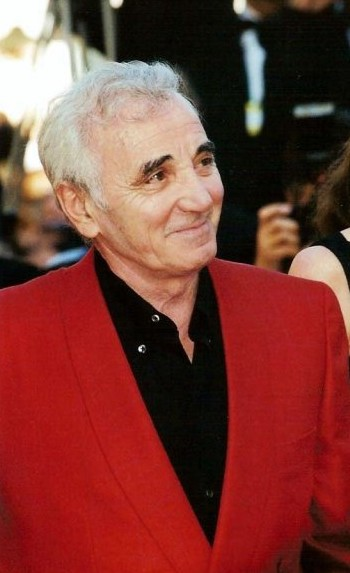
Charles Aznavour († 1. října)

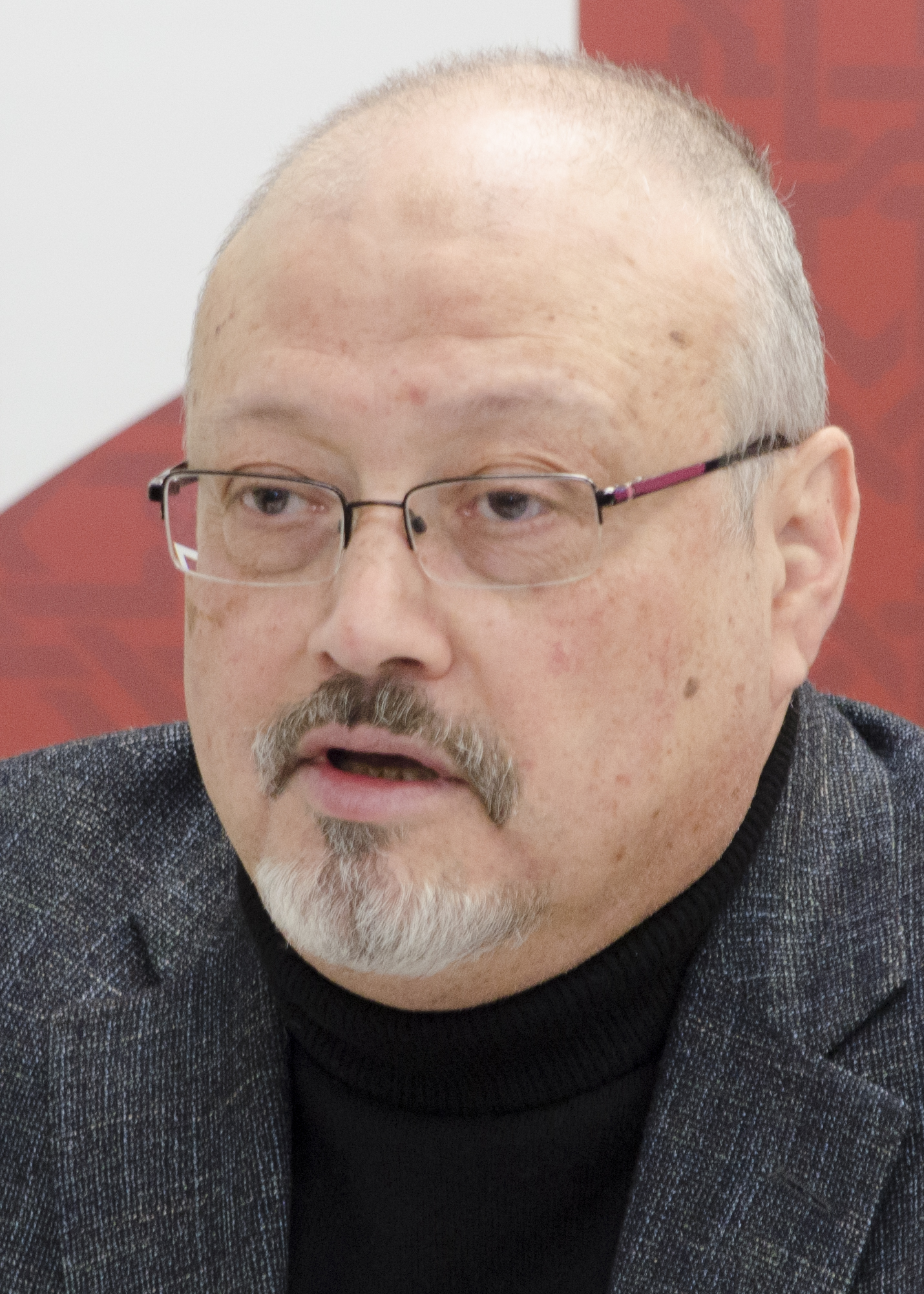
Džamál Chášukdží († 2. října)

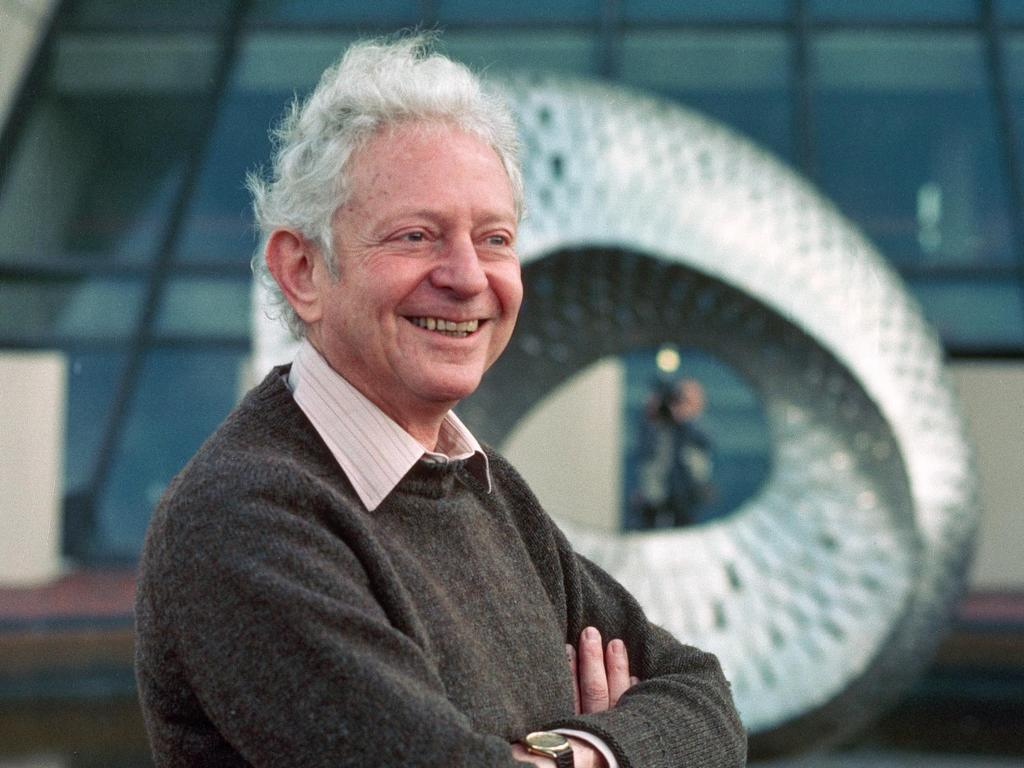
Leon Max Lederman († 3. října)

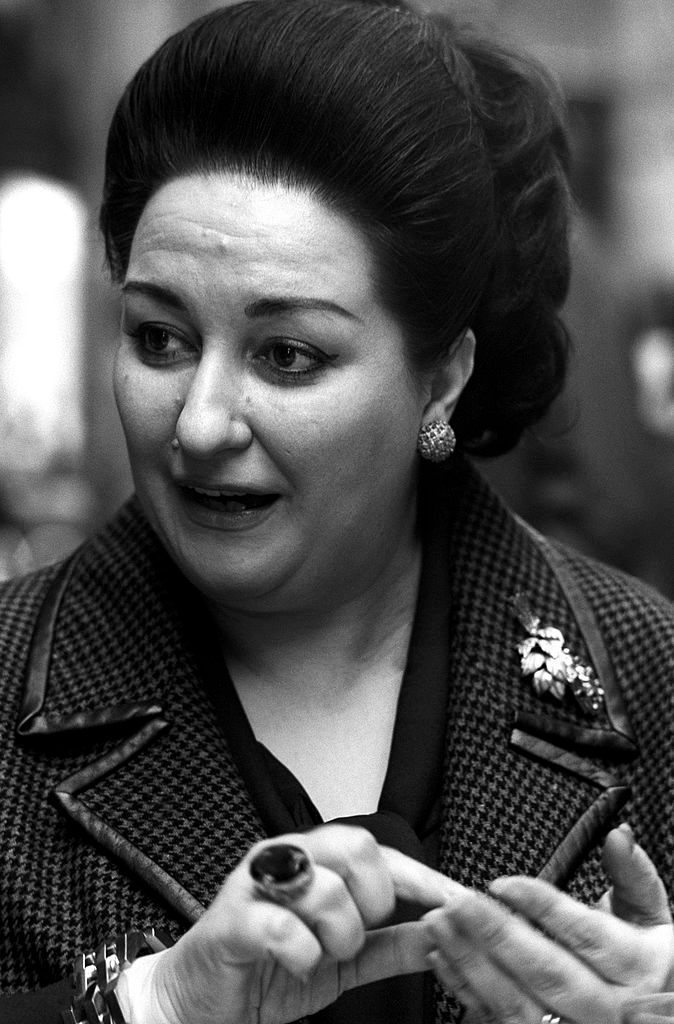
Montserrat Caballé († 6. října)

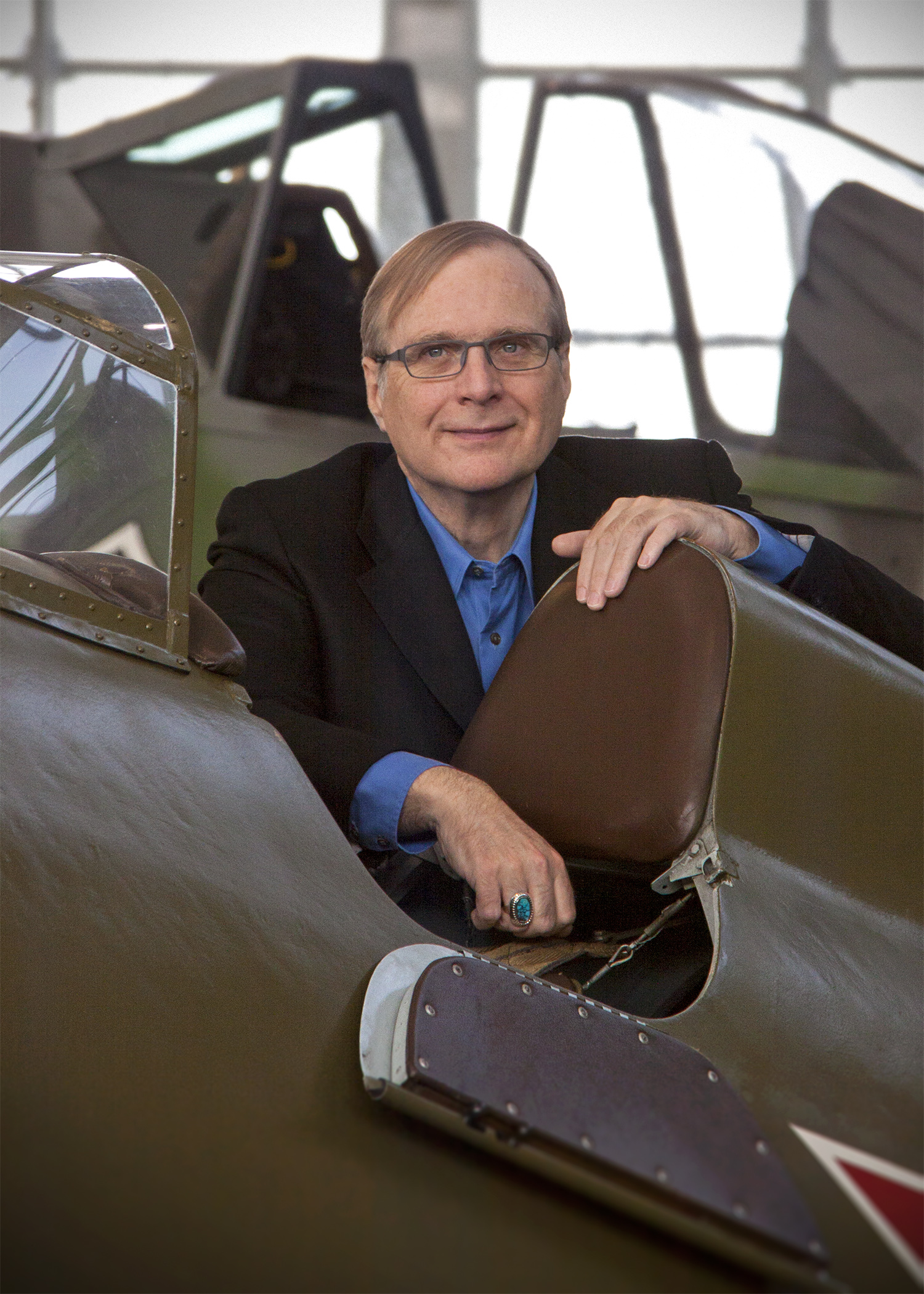
Paul Allen († 15. října)

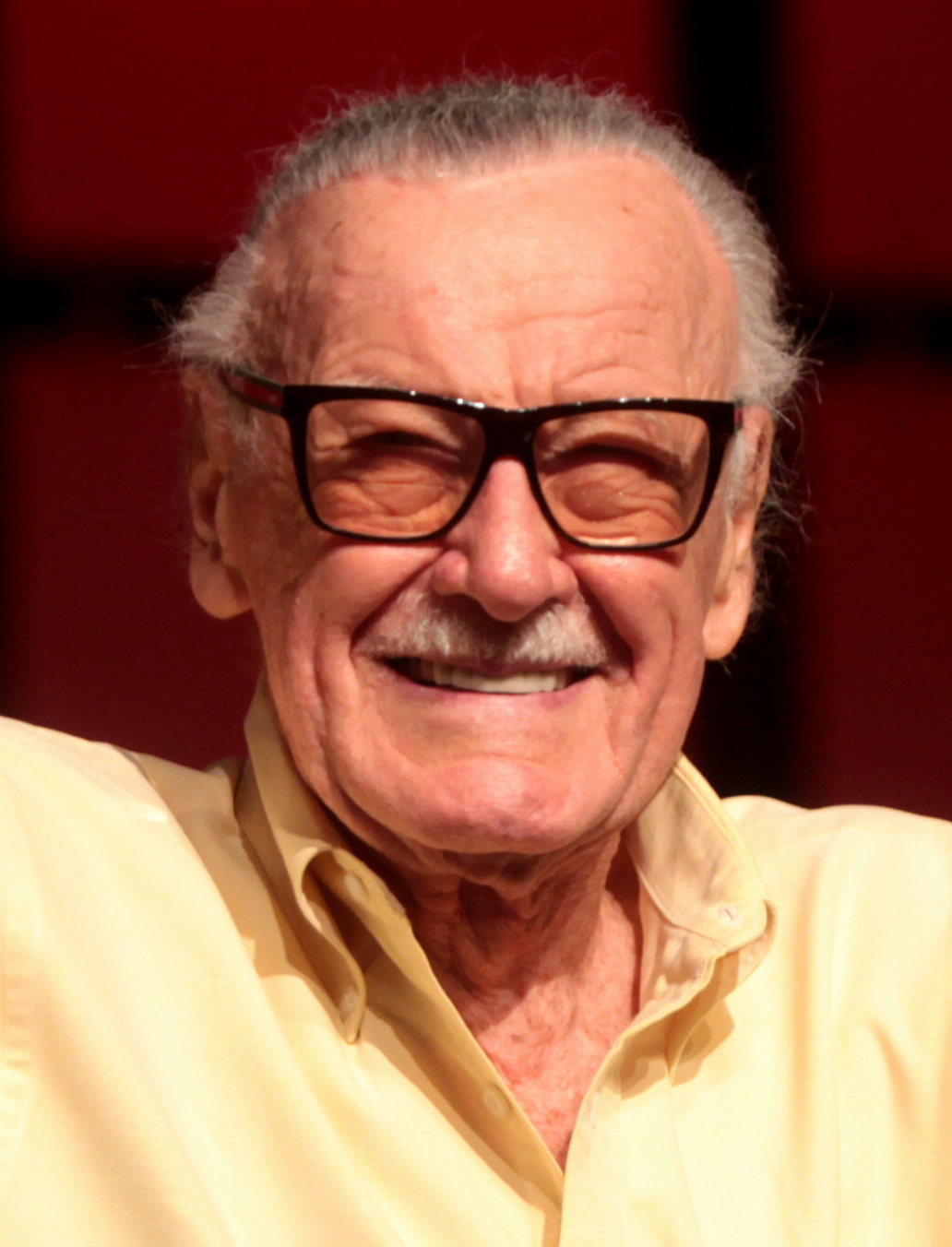
Stan Lee († 12. listopadu)

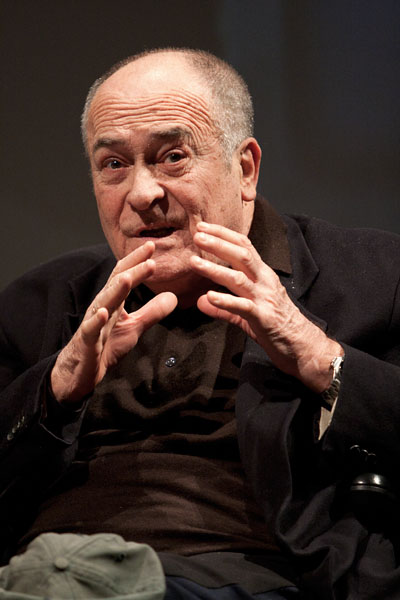
Bernardo Bertolucci († 26. listopadu)

George H. W. Bush († 30. listopadu)

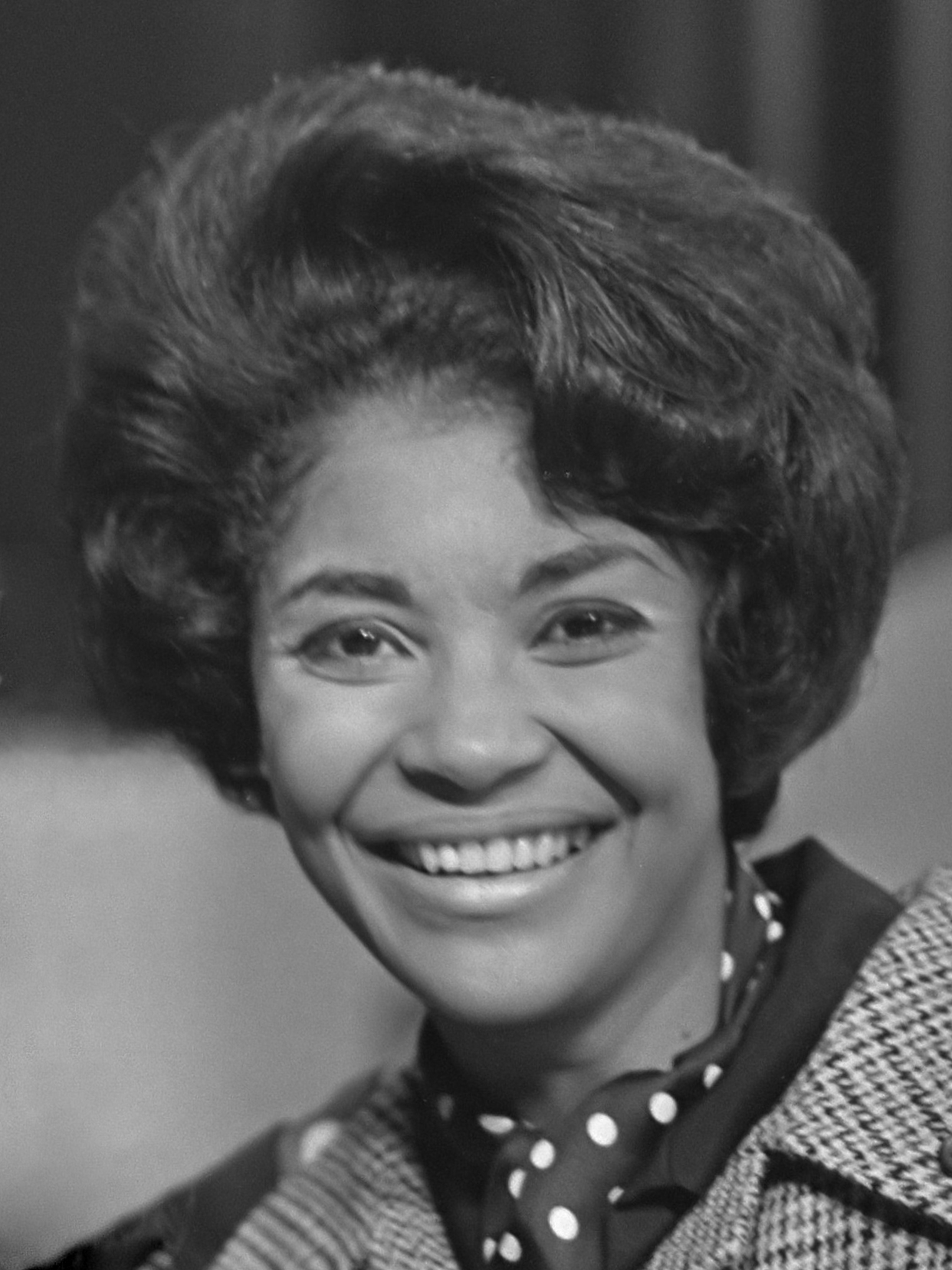
Nancy Wilson († 13. prosince)

- 1. ledna – Ebrahim Nafae, egyptský novinář (* 12. ledna 1934)
- 3. ledna – Herbert Ernst Wiegand, německý teoretik lexikografie (* 8. ledna 1936)
- 4. ledna
  - Aharon Appelfeld, izraelský spisovatel (* 16. února 1932)
  - Thomas Wang, americký evangelikální pastor, teolog a misijní koordinátor (* 14. října 1925)
  - Ray Thomas, anglický hudebník (* 29. prosince 1941)
- 5. ledna
  - Marián Labuda, slovenský herec (* 28. října 1944)
  - John Young, americký astronaut (* 24. září 1930)
- 6. ledna – Horace Ashenfelter, americký atlet a olympionik (* 23. ledna 1923)
- 7. ledna
  - France Gallová, francouzská popová zpěvačka (* 9. října 1947)
  - Chris Tsangarides, britský hudební producent (* 17. srpna 1956)
- 8. ledna
  - Denise LaSalle, americká zpěvačka (* 16. července 1939)
  - Hedviga Bystrická, slovenská mikropaleontoložka (* 2. února 1924)
- 9. ledna
  - Tommy Lawrence, skotský fotbalový brankář (* 14. května 1940)
  - Odvar Nordli, norský politik a ministr (* 3. listopadu 1927)
- 10. ledna
  - Eddie Clarke, anglický kytarista (* 5. října 1950)
  - Étienne Bally, francouzský atlet a sprinter (* 17. dubna 1923)
- 13. ledna – Pierre Pincemaille, francouzský varhaník a pedagog (* 8. prosince 1956)
- 13. ledna – Elijahu Winograd, zastupující soudce izraelského Nejvyššího soudu a předseda Telavivského distriktního soudu (* prosinec 1926)
- 14. ledna
  - Erling Mandelmann, dánský portrétní fotograf (* 18. listopadu 1935)
  - Micha Ram, generál Izraelských obranných sil (* 4. července 1942)
- 15. ledna – Dolores O'Riordanová, irská písničkářka, frontmanka kapely The Cranberries (* 6. září 1971)
- 16. ledna
  - Oliver Ivanović, politik srbské menšiny v Kosovu (* 1. dubna 1953)
  - Dave Holland, anglický rockový bubeník (* 5. dubna 1948)
- 21. ledna
  - Cukasa Hosaka, japonský fotbalista (* 3. března 1937)
  - Connie Sawyer, americká herečka (* 27. listopadu 1912)
- 22. ledna
  - Jimmy Armfield, anglický fotbalista (* 21. září 1935)
  - Ursula K. Le Guinová, jihoafrický trumpetista a hudební skladatel (* 21. října 1929)
- 23. ledna
  - Hugh Masekela, anglický rockový bubeník (* 4. dubna 1939)
  - Nicanor Parra, chilský básník a matematik a nositel Cervantesovy ceny (* 5. září 1914)
- 24. ledna – Mark E. Smith, anglický zpěvák (* 5. března 1957)
- 26. ledna – Elizabeth Hawley, americká novinářka a kronikářka himálajských expedic (* 9. listopadu 1923)
- 27. ledna – Ingvar Kamprad, švédský podnikatel a zakladatel obchodního řetězce IKEA (* 30. března 1926)
- 28. ledna – Gene Sharp, americký filozof, politolog a profesor (* 21. ledna 1928)
- 30. ledna – Mark Salling, americký herec a muzikant (* 17. srpna 1982)
- 31. ledna
  - Chajim Guri, izraelský básník, spisovatel, novinář a filmový dokumentarista (* 9. října 1923)
  - Leonid Kadeňuk, kosmonaut z Ukrajiny, 368. člověk ve vesmíru (* 28. ledna 1951)
- 1. února – Barys Kit, běloruský a americký matematik, fyzik, chemik a odborník na kosmonautiku (* 6. dubna 1910)
- 2. února – Joseph Polchinski, americký teoretický fyzik a strunový teoretik (* 16. května 1954)
- 4. února – Esmond Bradley Martin, americký aktivista (* 17. dubna 1941)
- 5. února – Ladislav Kačáni, slovenský fotbalista (* 1. dubna 1931)
- 7. února
  - John Perry Barlow, americký básník, esejista, textař a aktivista (* 3. října 1947)
  - Pat Torpey, americký hardrockový hudebník (* 13. prosince 1953)
- 9. února
  - John Gavin, americký herec (* 8. dubna 1931)
  - Jóhann Jóhannsson, islandský hudební skladatel filmové, televizní, taneční a divadelní hudby (* 19. září 1969)
- 10. února – Myroslav Popovyč, ukrajinský filosof a historik (* 12. dubna 1930)
- 11. února – Vic Damone, americký zpěvák (* 12. června 1928)
- 12. února – Françoise Xenakis, francouzská spisovatelka a novinářka (* 27. září 1930)
- 13. února
  - Princ Henrik, manžel dánské královny Markéty II. (* 11. června 1934)
  - Ernest Hecht, britský vydavatel z Československa (* 21. září 1929)
  - Dobri Dobrev, bulharský náboženský asketa (* 20. července 1914)
- 14. února
  - Ruud Lubbers, nizozemský premiér (* 7. května 1939)
  - Morgan Tsvangirai, zimbabwský premiér (* 10. března 1952)
- 16. února – Jim Bridwell, americký horolezec (* 29. července 1944)
- 17. února
  - Ja'akov Ben Jezri, izraelský politik a poslanec Knesetu (* 1. října 1927)
  - Vasilij Krylov, ruský biolog, doktor věd a profesor (* 6. ledna 1947)
- 18. února
  - Günter Blobel, německo-americký lékař, biochemik, cytolog a nositel Nobelovy ceny (* 21. května 1936)
  - Didier Lockwood, francouzský houslista (* 11. února 1956)
- 19. února – Sergej Litvinov, sovětský atlet ruské národnosti a olympionik (* 23. ledna 1958)
- 20. února
  - Džiičiró Date, japonský zápasník a olympionik (* 6. ledna 1952)
  - Agnieszka Kotulanka, polská divadelní a filmová herečka (* 26. října 1956)
- 21. února – Billy Graham, americký evangelista a baptistický kazatel (* 7. listopadu 1918)
- 22. února
  - Richard Edward Taylor, kanadsko-americký fyzik a emeritní profesor (* 2. listopadu 1929)
  - Cendín Damdin, mongolský reprezentant v sambu a judu a olympionik (* 31. března 1957)
- 21. února – Ján Kuciak, slovenský investigativní reportér, novinář, analytik a vysokoškolský pedagog (* 17. května 1990)
- 24. února – Durward Knowles, bahamský reprezentant v jachtingu a olympionik (* 2. listopadu 1917)
- 2. března – Gillo Dorfles, italský kritik umění, malíř a básník (* 12. dubna 1910)
- 3. března
  - Billy Herrington, americký pornoherec (* 14. července 1969)
  - David Ogden Stiers, americký herec a hudebník (* 31. října 1942)
  - Roger Bannister, anglický atlet a neurolog (* 23. března 1929)
- 5. března – Hayden White, americký historik, literární teoretik a profesor (* 12. července 1928)
- 6. března – John Sulston, anglický biolog a nositel Nobelovy ceny (* 27. března 1942)
- 7. března – Reynaldo Bignone, argentinský diktátor (* 21. ledna 1928)
- 8. března
  - Basil Moore, kanadský post-keynesiánský ekonom (* 6. června 1933)
  - Bettie Ringma, nizozemská fotografka (* 11. června 1944)
- 9. března – Oskar Gröning, německý dozorce z Osvětimi (* 10. června 1921)
- 10. března – Hubert de Givenchy, francouzský módní návrhář (* 20. února 1927)
- 11. března – Karl Lehmann, německý kardinál a dlouholetý biskup v Mohuči (* 16. května 1935)
- 12. března
  - Oleg Tabakov, ruský herec, režisér, divadelní manažer a pedagog (* 17. srpna 1935)
  - Nokie Edwards, americký kytarista (* 9. května 1935)
- 13. března – Claudia Fontaine, britská zpěvačka (* 28. června 1960)
- 14. března
  - Stephen Hawking, britský teoretický fyzik a vědec (* 8. ledna 1942)
  - Rubén Galván, argentinský fotbalista (* 7. dubna 1952)
  - Liam O'Flynn, irský dudák (* 5. dubna 1945)
- 16. března – Buell Neidlinger, americký kontrabasista (* 2. března 1936)
- 18. března – Michal Horský, slovenský politolog, československý politik a profesor (* 1. července 1943)
- 19. března
  - Keith O'Brien, skotský arcibiskup svatoondřejsko-edinburské arcidiecéze (* 17. března 1938)
  - Agasi Manukjan, sovětský a arménský zápasník (* 27. září 1967)
- 20. března – William Smith, americký zápasník a olympionik (* 17. září 1928)
- 22. března – René Houseman, argentinský fotbalista (* 19. července 1953)
- 23. března – Džamsrangín Dordžderem, mongolský zápasník, judista a sambista (* 13. prosince 1964)
- 24. března
  - Arnaud Beltrame, francouzský četník a hrdina (* 18. dubna 1973)
  - Lys Assia, švýcarská zpěvačka (* 3. března 1924)
- 25. března – Mike Harrison, anglický hudebník (* 30. září 1942)
- 26. března – Sergej Mavrodi, ruský finanční podvodník, krátce i poslanec Státní dumy (* 11. srpna 1955)
- 27. března – Stéphane Audranová, francouzská herečka (* 8. listopadu 1932)
- 1. dubna – Efraín Ríos Montt, guatemalský prezident a generál (* 16. června 1926)
- 3. dubna – Hašim Mach'amid, izraelský politik a poslanec Knesetu (* 18. února 1945)
- 5. dubna
  - Cecil Taylor, americký klavírista, hudební skladatel a básník (* 25. března 1929)
  - Isao Takahata, japonský tvůrce anime (* 29. října 1935)
- 6. dubna
  - Daniel Akaka, senátor USA za stát Havaj (* 11. září 1924)
  - Pavol Paška, slovenský politik (* 23. února 1958)
  - Jacques Higelin, francouzský zpěvák (* 18. října 1940)
  - Henryk Skolimowski, polský filozof (* 4. května 1930)
- 7. dubna – Peter Grünberg, německý fyzik, nositel Nobelovy ceny (* 18. května 1939)
- 8. dubna – Chuck McCann, americký komik, herec, a zpěvák (* 2. září 1934)
- 9. dubna
  - Peter Grünberg, německý fyzik, nositel Nobelovy ceny (* 18. května 1939)
  - Ivan Mjartan, slovenský politik (* 31. srpna 1958)
- 10. dubna – Viliam Karmažin, slovenský hudební skladatel (* 23. září 1922)
- 13. dubna – Cvi Alderoti, izraelský politik a poslanec Knesetu (* 9. května 1934)
- 14. dubna – David Buckel, americký aktivista a právník (* 13. června 1957)
- 15. dubna
  - Michael Halliday, britsko-australský jazykovědec (* 13. dubna 1925)
  - R. Lee Ermey, americký herec (* 24. března 1944)
- 16. dubna – Ivan Mauger, novozélandský motocyklový plochodrážní jezdec (* 4. října 1939)
- 17. dubna – Barbara Bushová, první dáma USA a manželka George H. W. Bushe (* 8. června 1925)
- 18. dubna
  - Jean Flori, francouzský historik a pracovník (* 7. dubna 1936)
  - Heinz-Dieter Zeh, německý fyzik a emeritní profesor (* 8. května 1932)
  - Howard Sachar, americký historik, emeritní profesor historie a mezinárodních vztahů (* 10. února 1928)
- 19. dubna – Vladimir Ljachov, sovětský vojenský letec a kosmonaut (* 20. července 1941)
- 20. dubna – Avicii, švédský DJ (* 8. září 1989)
- 21. dubna
  - Nabi Tadžimová, nejstarší žijící člověk (* 4. srpna 1900)
  - Verne Troyer, americký herec, kaskadér a komik (* 1. ledna 1969)
- 23. dubna
  - Liri Belishova, albánská politička (* 14. října 1926)
  - Bob Dorough, americký jazzový klavírista a zpěvák (* 12. prosince 1923)
  - Peter Krištúfek, slovenský spisovatel (* 23. června 1973)
  - Vladimír Weiss, slovenský fotbalista (* 21. září 1939)
- 24. dubna – Henri Michel, francouzský fotbalista a trenér (* 28. října 1947)
- 26. dubna – Jošinobu Išii, japonský fotbalista (* 13. března 1932)
- 27. dubna – Gildo Mahones, americký jazzový klavírista (* 2. června 1929)
- 28. dubna – Bruce Tulloh, britský atlet, běžec na dlouhé tratě a mistr Evropy (* 29. září 1935)
- 7. května – Ermanno Olmi, italský režisér, scenárista, filmový střihač, kameraman, producent a scénograf (* 24. července 1931)
- 9. května – Šimako Murai, japonská dramatička (* 12. července 1928)
- 10. května – Elizabeth Chase, zimbabwská pozemní hokejistka (* 26. dubna 1950)
- 11. května
  - Gérard Genette, francouzský literární teoretik a historik (* 7. června 1930)
  - Matt Marks, americký hudební skladatel (* 23. ledna 1980)
  - Bengt Nilsson, švédský atlet (* 17. února 1934)
- 12. května – Dennis Nilsen, britský sériový vrah a nekrofil (* 23. listopadu 1945)
- 13. května
  - Will Alsop, britský architekt (* 12. prosince 1947)
  - Glenn Branca, americký avantgardní skladatel a kytarista (* 6. října 1948)
  - Beth Chatto, britská zahradnice a zahradní architektka (* 27. června 1923)
  - Margot Kidderová, kanadsko-americká herečka (* 17. října 1948)
- 14. května
  - Tom Wolfe, americký novinář a spisovatel (* 2. března 1931)
  - George Sudarshan, indický teoretický fyzik a profesor (* 16. září 1931)
- 15. května
  - Ray Wilson, anglický fotbalista (* 17. prosince 1934)
  - Milan Malatinský, slovenský fotbalista (* 8. února 1970)
- 17. května – Richard Pipes, americký historik a poradce prezidenta USA Ronalda Reagana (* 11. července 1923)
- 18. května – Darío Castrillón Hoyos, kolumbijský římskokatolický kněz, vysoký úředník římské kurie, kardinál (* 4. července 1929)
- 19. května
  - Robert Indiana, americký výtvarník a sochař (* 13. září 1928)
  - Bernard Lewis, britsko-americký historik, orientalista a politický komentátor (* 31. května 1916)
  - Reggie Lucas, americký kytarista a hudební producent (* 23. února 1953)
- 20. května – Patricia Morison, americká herečka (* 19. března 1915)
- 21. května – Glenn Snoddy, americký zvukový inženýr (* 4. května 1922)
- 22. května – Philip Roth, americký spisovatel (* 19. března 1933)
- 23. května – Daniel Robin, francouzský zápasník (* 31. března 1943)
- 24. května – Gudrun Burwitzová, dcera Heinricha Himmlera, členka Stille Hilfe a zakladatelka Wiking-Jugend (* 8. srpna 1929)
- 26. května
  - Alan Bean, americký astronaut (* 15. března 1932)
  - Roger Piantoni, francouzský fotbalový útočník italského původu (* 17. prosince 1934)
- 27. května
  - Donald Peterson, americký důstojník a kosmonaut (* 22. října 1933)
  - Tõnu Kaalep, estonský grafický designér, kulturní kritik a dramatik (* 12. listopadu 1966)
- 28. května
  - Dick Quax, novozélandský atlet a běžec (* 1. ledna 1948)
  - Jens Christian Skou, dánský chemik a nositel Nobelovy ceny (* 8. října 1918)
  - Ola Ullsten, švédský premiér (* 23. června 1931)
- 29. května – Joseph Imry, izraelský fyzik a profesor (* 23. února 1939)
- 2. června – Paul D. Boyer, americký biochemik (* 31. července 1918)
- 3. června – Miguel Obando y Bravo, nikaragujský římskokatolický kněz, arcibiskup Managuy a kardinál (* 2. února 1926)
- 5. června
  - Jānis Bojārs, sovětský atlet lotyšské národnosti (* 12. května 1956)
  - Kate Spade, americká módní návrhářka (* 24. prosince 1962)
- 7. června – David Douglas Duncan, americký fotožurnalista a válečný fotograf (* 23. ledna 1916)
- 8. června
  - Anthony Bourdain, americký kuchař (* 25. června 1956)
  - Maria Buenová, brazilská tenistka (* 11. října 1939)
  - Danny Kirwan, britský hudebník (* 13. května 1950)
- 9. června
  - Lorraine Gordon, americká podnikatelka (* 15. října 1922)
  - Reinhard Hardegen, německý námořní důstojník, podnikatel a politik (* 18. března 1913)
- 12. června – Jon Hiseman, americký hudebník (* 21. června 1944)
- 13. června – D. J. Fontana, americký bubeník (* 15. března 1931)
- 15. června – Matt Murphy, americký bluesový kytarista (* 29. prosince 1929)
- 18. června
  - Natan Šacham, izraelský spisovatel a dramatik (* 29. ledna 1925)
  - Laco Tropp, slovenský jazzový bubeník (* 15. března 1939)
  - XXXTentacion, americký rapper, zpěvák a skladatel (* 23. ledna 1998)
- 19. června
  - Stanley Cavell, americký filosof (* 1. září 1926)
  - Alžběta Dánská, dánská princezna (* 8. května 1935)
  - Frank Vickery, velšský dramatik a herec (* 26. června 1951)
- 21. června – Charles Krauthammer, americký psychiatr a konzervativní politický komentátor (* 13. března 1950)
- 22. června – Vinnie Paul, americký heavy metalový bubeník a producent (* 11. března 1964)
- 23. června – Roland Baar, německý veslař (* 12. dubna 1965)
- 25. června – Richard Benjamin Harrison, americký podnikatel, známý ze seriálu Mistři zastavárny
- 26. června – Fedor Frešo, slovenský rockový a jazzový hudebník, baskytarista a zpěvák (* 6. ledna 1947)
- 27. června – Joe Jackson, americký hudební manažer a otec Michaela Jacksona (* 26. července 1928)
- 28. června – Christine Nöstlingerová, rakouská spisovatelka literatury pro děti (* 13. října 1936)
- 29. června
  - Arvid Carlsson, švédský farmaceut, lékař a nositel Nobelovy ceny (* 25. ledna 1923)
  - Jacques Madubost, francouzský atlet a mistr Evropy ve skoku do výšky (* 6. června 1944)
  - Irena Szewińská, polská atletka, olympionička a mistryně Evropy (* 24. května 1946)
- 30. června – Juraj Halenár, slovenský fotbalista a reprezentant (* 28. června 1983)
- 02. července
  - Meic Stephens, velšský novinář, překladatel a básník (* 23. července 1933)
  - Bill Watrous, americký jazzový pozounista (* 8. června 1939)
- 03. července – Richard Swift, americký hudebník a hudební producent (* 16. března 1977)
- 04. července – Robby Müller, nizozemský kameraman (* 4. dubna 1940)
- 05. července – Jean-Louis Tauran, francouzský římskokatolický kněz, kardinál a camerlengo (* 5. dubna 1943)
- 06. července – Šókó Asahara, zakladatel a vůdce japonské sekty Óm šinrikjó (* 2. března 1955)
- 11. července
  - Ivan Bohuš, slovenský historik, vědec, muzeolog a publicista (* 27. listopadu 1924)
  - Lindy Remigino, americký atlet a olympionik (* 3. června 1931)
- 13. července
  - Thorvald Stoltenberg, norský politik (* 9. července 1931)
  - Ivan Fiala, slovenský horolezec (* 25. srpna 1941)
- 15. července
  - Ray Emery, kanadský hokejový brankář (* 28. září 1982)
  - Dragutin Šurbek, chorvatský stolní tenista (* 8. srpna 1946)
- 18. července – Burton Richter, americký fyzik, nositel Nobelovy ceny (* 22. března 1931)
- 19. července – Denis Ten, kazašský krasobruslař (* 13. června 1993)
- 20. července – Marie Löwenstein-Wertheim-Rosenberg, princezna Löwenstein-Wertheim-Rosenberg a rakouská arcivévodkyně (* 16. listopadu 1935)
- 23. července – Lucy Birley, anglická modelka a fotografka (* 18. září 1960)
- 25. července – Sergio Marchionne, italský vrcholový manažer, generální ředitel automobilové skupiny Fiat (* 17. června 1952)
- 26. července – Adem Demaçi, kosovskoalbánský spisovatel, aktivista, politik a politický vězeň (* 26. června 1936)
- 27. července – Vladimir Vojnovič, ruský spisovatel a básník (* 26. září 1932)
- 28. července – Kora, polská zpěvačka, skladatelka, hudební producentka a televizní osobnost (* 8. června 1951)
- 29. července – Vibeke Skofterudová, norská běžkyně na lyžích (* 20. dubna 1980)
- 01. srpna – Mary Carlisle, americká herečka (* 3. února 1914)
- 02. srpna – Viktor Ťumeněv, ruský hokejový útočník (* 1. června 1957)
- 05. srpna
  - Stano Dančiak, slovenský herec (* 26. října 1942)
  - Alan Rabinowitz, americký zoolog, ochránce přírody a několik let vedoucí vědec v Panthera Corporation (* 31. prosince 1953)
  - Roy Schafer, americký psychoanalytik (* 14. prosince 1922)
- 07. srpna – Stan Mikita, kanadský hokejista (* 20. května 1940)
- 08. srpna – Nicholas Bett, keňský atlet (* 27. ledna 1990)
- 10. srpna – László Fábián, maďarský rychlostní kanoista a olympionik (* 10. července 1936)
- 11. srpna – V. S. Naipaul, britský romanopisec hindského původu (* 17. srpna 1932)
- 12. srpna
  - Samir Amin, egyptský marxistický ekonom a teoretik žijící v Senegalu (* 3. září 1931)
  - Norvald Yri, norský luterský teolog, misionář, překladatel a publicista (* 2. července 1941)
- 16. srpna
  - Aretha Franklinová, americká zpěvačka, skladatelka a pianistka (* 25. března 1942)
  - Jelena Šušunovová, sovětská sportovní gymnastka a olympionička (* 23. května 1969)
  - Atal Bihárí Vádžpejí, indický politik (* 25. prosince 1924)
- 18. srpna
  - Kofi Annan, ghanský diplomat, sedmý generální tajemník OSN (* 8. dubna 1938)
  - Rudolf Pavlovič, slovenský fotbalista (* 31. října 1928)
- 20. srpna – Uri Avnery, izraelský novinář, aktivista a poslanec Knesetu (* 10. září 1923)
- 21. srpna – Stefán Karl Stefánson, herec a zpěvák Islandského původu (* 10. července 1975)
- 22. srpna – Ed King, americký hudebník a kytarista (* 14. září 1949)
- 24. srpna
  - Tom Frost, americký horolezec a fotograf (* 30. června 1936)
  - Dominik Kaľata, slovenský římskokatolický kněz a pomocný biskup v Rakousku (* 19. května 1925)
  - Jeff Lowe, americký horolezec (* 13. září 1950)
  - Valentina Rastvorovová, sovětská a ruská sportovní šermířka (* 17. června 1933)
  - Ivan Štraus, bosenskohercegovinský architekt slovinského původu (* 24. června 1928)
  - Ciril Zlobec, slovinský básník, spisovatel, publicista, novinář, překladatel, redaktor a politik (* 4. července 1925)
- 25. srpna
  - John McCain, americký republikánský politik a senátor za Arizonu (* 29. srpna 1936)
  - Noam Sheriff, izraelský hudební skladatel (* 7. ledna 1935)
  - Vojtech Varadin, slovenský fotbalista (* 27. září 1948)
- 29. srpna
  - Erich Lessing, rakouský fotograf a fotožurnalista (* 13. července 1923)
  - James Mirrlees, skotský ekonom (* 5. července 1936)
- 31. srpna
  - Luigi Cavalli-Sforza, italský populační genetik, člen Papežské akademie věd a emeritní profesor (* 25. ledna 1922)
  - Alexandr Zacharčenko, nejvyšší představitel (prezident a zároveň předseda vlády) Doněcké lidové republiky (* 26. června 1976)
- 1. září – Randy Weston, americký jazzový klavírista a hudební skladatel (* 6. dubna 1926)
- 2. září
  - Conway Savage, australský hudebník, hráč na klávesové nástroje (* 27. července 1960)
  - Claire Wineland, americká aktivistka a autorka (* 10. dubna 1997)
- 3. září – Džaláluddín Hakkání, paštunský vojenský velitel a zakladatel Sítě Hakkání (* 1939)
- 4. září – Vojtech Bednárik, slovenský fotbalový útočník (* 27. června 1940)
- 5. září – Imrich Andrejčák, generál, ministr obrany ČSFR a ministr obrany Slovenska (* 12. července 1941)
- 6. září – Burt Reynolds, americký herec (* 11. února 1936)
- 7. září – Mac Miller, americký rapper (* 19. ledna 1992)
- 8. září – Gennadij Gagulija, abchazský premiér (* 4. ledna 1948)
- 9. září – Frank Andersson, švédský zápasník (* 9. května 1956)
- 10. září – Paul Virilio, francouzský kulturní teoretik a urbanista (* 4. ledna 1932)
- 12. září
  - Walter Mischel, americký psycholog židovského původu narozený v Rakousku (* 22. února 1930)
  - Rachid Taha, alžírský zpěvák (* 18. září 1958)
  - Dušan Kadlec, český malíř žijící v Kanadě (* 21. prosince 1942)
- 14. září – Max Bennett, americký jazzový kontrabasista (* 24. května 1928)
- 15. září – Fritz Wintersteller, rakouský horolezec (* 21. října 1927)
- 16. září – Maartin Allcock, anglický multiinstrumentalista (* 5. ledna 1957)
- 18. září – Robert Venturi, americký architekt a držitel Pritzkerovy ceny za architekturu (* 25. června 1925)
- 19. září – Győző Kulcsár, maďarský šermíř a olympionik (* 18. října 1940)
- 20. září – Edmundo M. Abaya, filipínský římskokatolický kněz a emeritní arcibiskup Nueva Segovia (* 19. ledna 1929)
- 21. září – Trần Đại Quang, vietnamský prezident (* 12. října 1956)
- 22. září – Avraham Du'an, izraelský politik a poslanec Knesetu (* 17. října 1955)
- 23. září – Charles Kuen Kao, čínský fyzik, a je považován za průkopníka využití optických vláken v telekomunikacích (* 4. listopadu 1933)
- 24. září
  - Jana Kocianová, slovenská zpěvačka (* 8. června 1946)
  - Ivar Martinsen, norský rychlobruslař (* 8. prosince 1920)
- 27. září
  - Marty Balin, americký zpěvák a kytarista (* 30. ledna 1942)
  - Čhögjal Namkhai Norbu, učitel dzogčhenu (* 8. prosince 1938)
- 29. září
  - Otis Rush, americký bluesový zpěvák a kytarista (* 29. dubna 1935)
  - Richard Alan Searfoss, americký letec, důstojník a kosmonaut (* 5. června 1956)
- 1. října – Charles Aznavour, francouzský šansoniér (* 22. května 1924)
- 2. října – Džamál Chášukdží, saúdskoarabský žurnalista, kritik politiky korunního prince Mohameda bin Salmána (* 13. října 1958)
- 3. října – Leon Max Lederman, americký fyzik, nositel Nobelovy ceny (* 15. července 1922)
- 4. října
  - Jeanne Ashworthová, americká rychlobruslařka (* 1. července 1938)
  - John Tyrrell, britský muzikolog a specialista na českou klasickou hudbu (* 17. srpna 1942)
- 6. října – Montserrat Caballé, španělská operní pěvkyně (* 12. dubna 1933)
- 8. října – Adam Burke, americký animátor (* 12. září 1971)
- 9. října – Thomas A. Steitz, americký biochemik, nositel Nobelovy ceny (* 23. srpna 1940)
- 11. října
  - Paul Andreu, francouzský architekt (* 10. července 1938)
  - Robert Dean, výkonný hlavní rotmistr americké armády (* 2. března 1929)
- 13. října
  - Annapurna Devi, indická hráčka na surbahar (* 23. dubna 1927)
  - Kim Čchang-ho, jihokorejský horolezec (* 15. září 1970)
- 15. října
  - Arto Paasilinna, finský spisovatel (* 20. dubna 1942)
  - Paul Allen, americký podnikatel, spoluzakladatel Microsoftu (* 21. ledna 1953)
- 16. října – Alírezá Gelíčchání, íránský zápasník (* 31. prosince 1937)
- 18. října – Abdel Rahman Swar al-Dahab, súdánský prezident (* 1934)
- 19. října – Osamu Šimomura, japonský chemik a nositel Nobelovy ceny (* 27. srpna 1928)
- 20. října
  - Wim Kok, nizozemský sociálnědemokratický politik (* 29. září 1938)
  - Pedro Luís Guido Scarpa, italský římskokatolický kněz a emeritní biskup Ndalatanda v Angole (* 7. února 1935)
- 21. října
  - Matitjahu Drobles, izraelský politik a bývalý poslanec Knesetu (* 20. dubna 1931)
  - Joachim Rønneberg, norský důstojník a rozhlasový hlasatel (* 30. srpna 1919)
- 22. října
  - Gilberto Benetton, italský finančník (* 19. června 1941)
  - Fjodar Klimčuk, běloruský lingvista-dialektolog a historik (* 27. února 1935)
  - Arthur Schnabel, německý zápasník (* 16. září 1947)
- 23. října – Alojz Rebula, slovinský spisovatel, dramaturg, esejista a překladatel (* 21. července 1924)
- 24. října – Tony Joe White, americký hudebník (* 23. července 1943)
- 25. října
  - Sonny Fortune, americký jazzový saxofonista a flétnista (* 25. května 1939)
  - John Taylor Gatto, americký autor a učitel (* 15. prosince 1935)
- 26. října – Jelena Osipovová, ruská socioložka a filosofka (* 11. května 1927)
- 27. října – Vičaj Srivadtanaprapcha, thajský miliardář, majitel klubu Leicester City FC (* 4. dubna 1958)
- 30. října
  - David Azulaj, izraelský politik, poslanec Knesetu a ministr náboženských služeb (* 5. května 1954)
  - Erika Mahringerová, rakouská alpská lyžařka (* 16. listopadu 1924)
- 2. listopadu – Roy Hargrove, americký jazzový trumpetista (* 16. října 1969)
- 4. listopadu – Bertil Mårtensson, švédský filosof a spisovatel, autor detektivních, vědeckofantastických a fantasy románů (* 1945)
- 5. listopadu – Sergej Tkač, ukrajinský sériový vrah (* 15. září 1952)
- 7. listopadu – Oskar Rabin, ruský malíř a představitel sovětského undergroundu (* 2. ledna 1928)
- 8. listopadu – Aschal Achmat-Chuža, baškirský básník (* 24. června 1942)
- 9. listopadu – Barre Toelken, americký folklorista (* 15. června 1935)
- 10. listopadu – Marián Geišberg, slovenský herec, písničkář, spisovatel a humorista (* 23. prosince 1953)
- 12. listopadu – Stan Lee, zakladatel Marvel comics (* 28. prosince 1922)
- 14. listopadu
  - James V. Hansen, americký politik (* 14. srpna 1932)
  - Rolf Hoppe, německý herec (* 6. prosince 1930)
  - Fernando del Paso, mexický spisovatel, básník, laureát Cervantesovy ceny za rok 2015 (* 1. dubna 1935)
- 15. listopadu – Žores Medveděv, ruský biolog a lidskoprávní aktivista (* 14. listopadu 1925)
- 16. listopadu
  - William Goldman, americký spisovatel a scenárista (* 12. srpna 1931)
  - Cecylia Roszak, polská dominikánka (* 25. března 1908)
- 20. listopadu
  - Šlomo Arel, generálmajor Izraelských obranných sil (* 20. listopadu 1920)
  - Aaron Klug, britský fyzik a chemik litevského původu, nositel Nobelovy ceny (* 11. srpna 1926)
- 22. listopadu – Soslan Andijev, sovětský zápasník, volnostylař (* 21. dubna 1952)
- 26. listopadu
  - Bernardo Bertolucci, italský filmový režisér (* 16. března 1941)
  - Stephen Hillenburg, americký animátor a biolog (* 21. srpna 1961)
- 30. listopadu
  - George H. W. Bush, americký prezident (* 12. června 1924)
  - Paldän Gjaccho, tibetský buddhistický mnich (* 1933)
- 1. prosince – Calvin Newborn, americký jazzový kytarista (* 27. dubna 1933)
- 2. prosince
  - Perry Robinson, americký jazzový klarinetista (* 17. září 1938)
  - Paul Sherwen, anglický cyklista, hlas Tour de France (* 7. června 1956)
- 6. prosince – László Lóránd, americký biochemik maďarského původu (* 23. března 1923)
- 7. prosince
  - Šmu'el Flatto-Šaron, izraelský podnikatel, politik a bývalý poslanec Knesetu (* 18. ledna 1930)
  - Victor Hayden, americký klarinetista a malíř (* 1947)
- 8. prosince – Ljudmila Alexejevová, ruská historička, aktivistka na poli ochrany lidských práv (* 20. července 1927)
- 9. prosince
  - Riccardo Giacconi, americký fyzik, nositel Nobelovy ceny (* 6. října 1931)
  - Stanislav Lieskovský, slovenský fotbalista (* 5. listopadu 1964)
- 10. prosince – Robert Spaemann, německý římskokatolicky orientovaný filosof (* 5. května 1927)
- 12. prosince – Wilhelm Genazino, německý spisovatel (* 22. ledna 1943)
- 13. prosince – Nancy Wilson, americká zpěvačka a herečka (* 20. února 1937)
- 14. prosince – Joe Osborn, americký baskytarista (* 28. srpna 1937)
- 17. prosince
  - Galt MacDermot, kanadsko-americký hudební skladatel (* 18. prosince 1928)
  - Penny Marshallová, americká herečka a režisérka (* 15. října 1943)
- 18. prosince – David C. H. Austin, britský pěstitel růží, spisovatel a nositel Řádu britského impéria (* 6. února 1926)
- 21. prosince
  - Gerard Bernacki, polský pomocný biskup katovický a titulární biskup z Oppida Consilina (* 3. listopadu 1942)
  - Pavel Dvořák, slovenský historik (* 13. května 1937)
- 22. prosince – Jean Bourgain, belgický matematik (* 28. února 1954)
- 23. prosince
  - Alfred Bader, kanadský chemik, podnikatel, filantrop a sběratel umění (* 28. dubna 1924)
  - Elias Menachem Stein, americký matematik (* 13. ledna 1931)
- 24. prosince – Jozef Adamec, slovenský fotbalista a trenér (* 26. února 1942)
- 26. prosince – Roy Glauber, americký fyzik, nositel Nobelovy ceny (* 1. září 1925)
- 27. prosince – Richard Bolla, americký herec (* 16. prosince 1947)
- 28. prosince
  - Georges Loinger, účastník francouzského odboje během druhé světové války (* 29. srpna 1910)
  - Amos Oz, izraelský spisovatel, esejista a žurnalista (* 4. května 1939)

## Výročí

### Výročí událostí
- 1. ledna
  - se zánikem Československa vznikly nástupnické státy Česká republika a Slovenská republika. Ve Vladislavském sále na Pražském hradě se konalo první zasedání Poslanecké sněmovny Parlamentu České republiky. (25 let)
  - začaly být vydávány Lidové noviny (125 let)
- 16. února – vznik Litvy (100 let)
- 24. února – vznik Estonska (100 let)
- 3. března – ruská vláda uzavřela s ústředními mocnostmi Brestlitevský mír (100 let)
- 4. dubna – v Memphisu byl spáchán atentát na Martina Luthera Kinga (50 let)
- 15. dubna – založení Národního muzea (200 let)
- 16. května – Položení základního kamene Národního divadla (150 let)
- 23. května – Pražská defenestrace, čímž započala Třicetiletá válka (400 let)
- 17. července – Zavraždění carské rodiny (100 let)
- 18. července – v Kalifornii byla založena společnost Intel (50 let)
- 21. srpna – Invaze vojsk Varšavské smlouvy do Československa (50 let)
- 28. října – Vznik Československa (100 let)
- 30. října
  - v Martině byla přijatá Martinská deklarace, kterou se Slováci připojili k nově vznikající ČSR (100 let)
  - Prezident Ludvík Svoboda podepsal v Bratislavě ústavní zákon o československé federaci (50 let)
- 1. listopadu – smlouvou o Evropské unii neboli Maastrichtskou smlouvou na základě předcházejících společenství vznikla Evropská unie (25 let)
- 11. listopadu
  - konec první světové války (100 let)
  - Císař Karel I. podepsal abdikační listinu, čímž se Rakousko-Uhersko rozpadlo a vznikla Rakouská republika (100 let)
  - obnovení Polska (100 let)
- 18. listopadu – vznik Lotyšska (100 let)

### Výročí narození
- 19. ledna – Gustav Meyrink, německy píšící spisovatel (150 let)
- 26. ledna – Nicolae Ceaușescu, rumunský prezident (100 let)
- 12. února – František I., rakouský císař (250 let)
- 14. února – Zikmund Lucemburský, český král (650 let)
- 17. února – Jan Nepomuk Maýr, český operní pěvec, pedagog, skladatel, dirigent a ředitel Prozatímního divadla (200 let)
- 23. února – Jiří Menzel, český režisér (80 let)
- 24. února – Svatopluk Beneš, český herec (100 let)
- 1. března – Žofie Chotková, česká šlechtična a manželka Františka Ferdinanda d'Este (150 let)
- 26. března – Jana Hlaváčová, česká herečka (80 let)
- 28. března – Maxim Gorkij, ruský spisovatel (150 let)
- 14. dubna – Petr Nárožný, český herec (80 let)
- 15. dubna – Claudia Cardinalová, italská herečka (80 let)
- 29. dubna – Alexandr II., ruský car (200 let)
- 30. dubna – Juraj Jakubisko, slovenský režisér (80 let)
- 5. května – Karl Marx, německý filozof (200 let)
- 11. května – Richard Feynman, americký fyzik (100 let)
- 16. května – Maria Gaetana Agnesiová, italská matematička a filozofka (300 let)
- 18. května – Mikuláš II., ruský car (150 let)
- 31. května – Václav Vladivoj Tomek, český historik, archivář, konzervativní politik a pedagog (200 let)
- 6. června – Robert Falcon Scott, britský polárník (150 let)
- 11. června – Petr Kostka, český herec (80 let)
- 17. června – Charles Gounod, francouzský skladatel (200 let)
- 1. července – Ignác Filip Semmelweis, maďarský lékař (původem uherský Němec) pracující v porodnictví, známý jako zachránce matek (200 let)
- 10. července – Růžena Svobodová, česká spisovatelka (150 let)
- 11. července – Jiří Krampol, český herec (80 let)
- 18. července – Nelson Mandela, jihoafrický prezident (100 let)
- 30. července – Emily Brontëová, britská spisovatelka (200 let)
- 15. srpna – Jan Eskymo Welzl, český cestovatel, dobrodruh, lovec, zlatokop, nejvyšší soudce v Nové Sibiři a vypravěč uvedený jako spisovatel (150 let)
- 19. srpna – Věra Galatíková, česká herečka (80 let)
- 23. srpna – Dušan Jurkovič, slovenský architekt (150 let)
- 25. srpna – Leonard Bernstein, americký hudební skladatel (100 let)
- 5. září – Tommaso Campanella, italský filosof, teolog, astrolog a básník (450 let)
- 13. září – Otokar Březina, český básník (150 let)
- 23. září – Martin Růžek, český herec (100 let)
- 29. září – Tintoretto, italský malíř (500 let)
- 24. října – Petr Brandl, český malíř (350 let)
- 9. listopadu – Ivan Sergejevič Turgeněv, ruský spisovatel, prozaik, básník a publicista (200 let)
- 10. listopadu
  - François Couperin, francouzský hudební skladatel a varhaník (350 let)
  - Miroslav Horníček, český herec (100 let)
- 10. prosince – František Ladislav Rieger, český politik (200 let)
- 11. prosince – Alexandr Solženicyn, ruský spisovatel (100 let)
- 21. prosince – Josef Bek, český herec (100 let)

### Výročí úmrtí
- 6. února – Gustav Klimt, rakouský malíř (100 let)
- 25. února – Miloš Havel, český podnikatel (50 let)
- 25. března – Claude Debussy, francouzský skladatel (100 let)
- 27. března – Jurij Gagarin, sovětský kosmonaut (50 let)
- 4. dubna – Martin Luther King, americký kazatel (50 let)
- 13. dubna – Olga Scheinpflugová, česká herečka (50 let)
- 21. dubna – Manfred von Richthofen, německý stíhací pilot (100 let)
- 28. dubna – Gavrilo Princip, bosenskosrbský atentátník (100 let)
- 7. května – Leopold Koželuh, český skladatel (200 let)
- 31. května – František Sušil, moravský teolog a kněz, národní buditel a sběratel lidových písní (150 let)
- 6. června – Robert Kennedy, americký politik (50 let)
- 20. června – Zdeněk Štěpánek, český herec (50 let)
- 17. července – Mikuláš II., ruský car (100 let)
- 26. srpna – Martin Frič, český režisér (50 let)
- 25. září – Jaroslav Kvapil, český básník, dramatik, překladatel, libretista a divadelní režisér (150 let)
- 31. října – Egon Schiele, rakouský malíř (100 let)
- 9. listopadu – Guillaume Apollinaire, francouzský básník (100 let)
- 27. listopadu – Bohumil Kubišta, český malíř, grafik a výtvarný teoretik (100 let)
- 1. prosince – Hugo Haas, český herec (50 let)
- 20. prosince – John Steinbeck, americký spisovatel (50 let)
- 28. prosince
  - Hrabě Karel Chotek, rakouský úředník, guvernér tyrolský a nejvyšší český purkrabí (150 let)
  - Jan Brokoff, barokní sochař a řezbář (300 let)

## Hlavy států
V tomto seznamu jsou uvedeni pouze představitelé významnějších států.
- Belgie – král Filip Belgický (od 2013)
- Brazílie – prezident Michel Temer (2016–2018)
- Čínská lidová republika – prezident Si Ťin-pching (od 2013)
- Česko – prezident Miloš Zeman (2013–2023)
- Dánsko – královna Markéta II. (1972–2024)
- Egypt – prezident Abd al-Fattáh as-Sísí (od 2014)
- Francie – prezident Emmanuel Macron (od 2017)
- Indie – prezident Rám Náth Kóvind (2017–2022)
- Itálie – prezident Sergio Mattarella (od 2015)
- Izrael – prezident Re'uven Rivlin (2014–2021)
- Japonsko – císař Akihito (1989–2019)
- Jihoafrická republika
  - prezident Jacob Zuma (2009–2018)
  - prezident Cyril Ramaphosa (od 2018)
- Kanada – generální guvernérka Julie Payetteová (2017–2021)
- Maďarsko – prezident János Áder (2012–2022)
- Mexiko
  - prezident Enrique Peña Nieto (2012–2018)
  - prezident Andrés Manuel López Obrador (2018–2024)
- Německo – prezident Frank-Walter Steinmeier (od 2017)
- Nizozemsko – král Vilém-Alexandr (od 2013)
- Polsko – prezident Andrzej Duda (2015–2025)
- Rakousko – prezident Alexander Van der Bellen (od 2017)
- Rusko – prezident Vladimir Putin (od 2012)
- Slovensko – prezident Andrej Kiska (2014–2019)
- Spojené království – královna Alžběta II. (1952–2022)
- Spojené státy americké – prezident Donald Trump (2017–2021)
- Španělsko – král Filip VI. (od 2014)
- Turecko – prezident Recep Tayyip Erdoğan (od 2014)
- Ukrajina – prezident Petro Porošenko (2014–2019)
- Vatikán – papež a suverén Vatikánu František (2013–2025)